# Lipizzan
Vous lisez un « article de qualité » labellisé en 2022.
Le Lipizzan (allemand : Lipizzaner, croate : Lipicanac, tchèque : Lipicán, hongrois : Lipicai, italien : Lipizzano, slovène : Lipicanec) est une race de chevaux de type baroque, initialement sélectionnée pour la monarchie des Habsbourg au haras de Lipica. Elle est culturellement liée à l'École espagnole d'équitation de Vienne. Cette célèbre école, qui tire son nom des chevaux espagnols qui furent à l'origine de la race, n'utilise en effet que le Lipizzan.
La sélection du Lipizzan remonte au XVIe siècle, lorsque la famille impériale des Habsbourg décide de fonder un nouveau haras dans la localité de Lipica, dans la région vallonnée du Karst. L'élevage de ce cheval se répand dans divers haras royaux d'Europe centrale, qui reviennent ensuite à l'Autriche-Hongrie, puis sont dispersés entre différents pays européens après 1918. Le Lipizzan est menacé de disparition lors de la Seconde Guerre mondiale, mais l'intervention du général américain George S. Patton permet de sauver 250 chevaux, assurant la préservation de cette race à la longue histoire. Depuis 1996, la Slovénie est responsable de la sauvegarde et du développement du Lipizzan. En 2012, il existe environ 10 000 sujets à travers le monde, la Croatie détenant le plus grand cheptel.
Le Lipizzan se distingue par un modèle massif et élégant, et par une robe foncée à la naissance, qui s'éclaircit le plus souvent pour devenir d'un gris très clair, souvent perçu à tort comme blanc, entre 6 et 10 ans. Ces chevaux font preuve de nombreuses qualités en dressage, et concourent en attelage, avec des résultats notables à l'échelle internationale. Bien qu'assez peu nombreux, ils se sont diffusés dans une grande partie de l'Europe et de l'Amérique du Nord, ainsi qu'en Afrique du Sud. L'élevage du Lipizzan est proposé comme un patrimoine culturel immatériel européen par l'UNESCO ; cette race de chevaux fait aussi l'objet de revendications nationales par plusieurs pays de l'Europe centrale, notamment la Slovénie et l'Autriche, ainsi que dans les Balkans, où il est présent dans les traditions populaires. Le Lipizzan est tout particulièrement présent dans les formes d'art, en particulier dans le film Le Grand Retour produit par Walt Disney, qui a fortement participé à le faire connaître.

## Étymologie et terminologie
Le Lipizzan tire son nom de celui de la localité de Lipica, en Slovénie actuelle, proche de la frontière italienne,. En slovène, le nom de cette race de chevaux est lié au mot lipa, qui signifie « tilleul », et à lipica, qui signifie « petit tilleul ». En italien, cette localité porte toujours le nom de Lipizza,. En allemand, ce cheval est nommé Lipizzaner. En anglais, la race est nommée « Lipitsa », « Lipizzan » ou « Lipizzaner ».
Lors de la création du haras qui est à l'origine de cette race de chevaux, en 1580, la localité, de langue italienne, s'appelle Lipizza et appartient à la maison de Habsbourg, ; on ne parle alors pas de Lipizzan mais de « Pferde der Karster Rasse Lippizaner Zucht » ce qui peut se traduire par : « lignée lipizzane de la race du Karst »,, ou en abrégé Spanische Karster, soit « chevaux espagnols du Karst »,.
Le terme « Lipizzan » n’apparaît qu'à la fin des années 1860, lorsque les chevaux lourds élevés dans le haras sont transférés vers celui de Kladrub en Bohême, pour ne garder que les chevaux légers à Lipizza.

## Sources

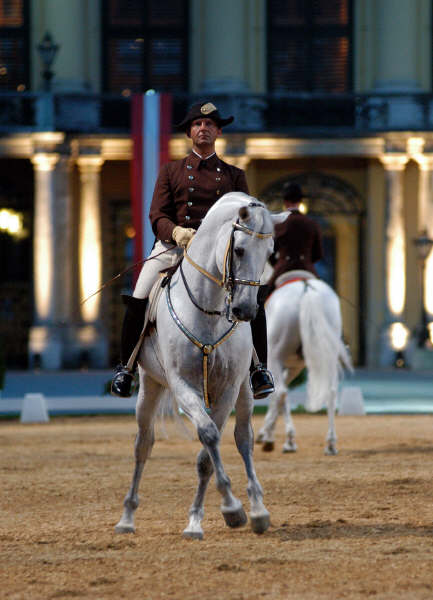
L'étalon lipizzan Maestoso Basowizza monté par Andreas Hausberger, en démonstration de dressage au château de Schönbrunn à Vienne.

Le Lipizzan a suscité d'abondants écrits, à la fois historiques, littéraires et scientifiques. Un certain nombre de livres (dont Leben für die Lipizzaner, Die Spanische Hofreitschule en 1948, The Lipizzaners en 1969 et Triumph der Lipizzaner en 1962, réédité en 1985) ont été rédigés par le colonel Aloïs Podhajsky, connu pour avoir été le directeur de l'École espagnole d'équitation de Vienne sous le régime nazi, et pour avoir gagné une médaille de bronze en dressage aux Jeux olympiques d'été de 1936 à Berlin.
Le haras de Piber fait l'objet d'un ouvrage publié en allemand par Heinrich Lehrner en 1977. En 1986, le journaliste radio Hans-Heinrich Isenbart (1923 - 2011) et Emil M. Bührer (1913 - 1994) publient un ouvrage récapitulatif en allemand à propos du Lipizzan, traduit en anglais sous le titre The Imperial Horse: The Saga of the Lipizzaners aux éditions Knopf, puis en français deux ans plus tard chez Ars Mundi, sous le titre Le Cheval Impérial : La saga des Lipizzans. En 1980, 1993 et 1998, le docteur en médecine vétérinaire Heinz Nürnberg consacre lui aussi une monographie au Lipizzan.
En 2004, Ivo Mihelič publie une monographie intitulée Otroci burje : Lipica in lipicanec en slovène et Kinder der Bora : Lipica und die Lipizzaner en allemand (« Les enfants du vent de Borée : Lipica et les Lipizzans »).
En 2010, le journaliste néerlandais Frank Westerman publie Dier, bovendier (titre néerlandais qui pourrait se traduire par « Animal, superanimal »), un ouvrage qui explore de manière journalistique l'histoire des chevaux lipizzans depuis les débuts de leur élevage jusqu'à notre époque, traduit dans dix langues, dont l'anglais, sous le titre de Brother Mendel's Perfect Horse, en 2012,. En 2016, l'autrice américaine Elizabeth Letts publie chez Ballantine Books un essai romancé à propos du sauvetage du Lipizzan par des troupes américaines,, The Perfect Horse, qui est élu best-seller par The New York Times, puis est traduit en portugais en 2019.
Il existe aussi des publications jeunesse spécialisées,, et des publications pour adultes au sujet du Lipizzan, dans le cadre de collections spécialisées dans les races de chevaux célèbres,. Enfin, le Lipizzan a suscité de nombreuses publications scientifiques dans des champs disciplinaires variés, allant de la génétique des populations jusqu'aux sciences sociales. Il est le sujet d'un ouvrage scientifique collectif publié en allemand chez l′Austrian Academy of Sciences Press en 2011.

## Histoire

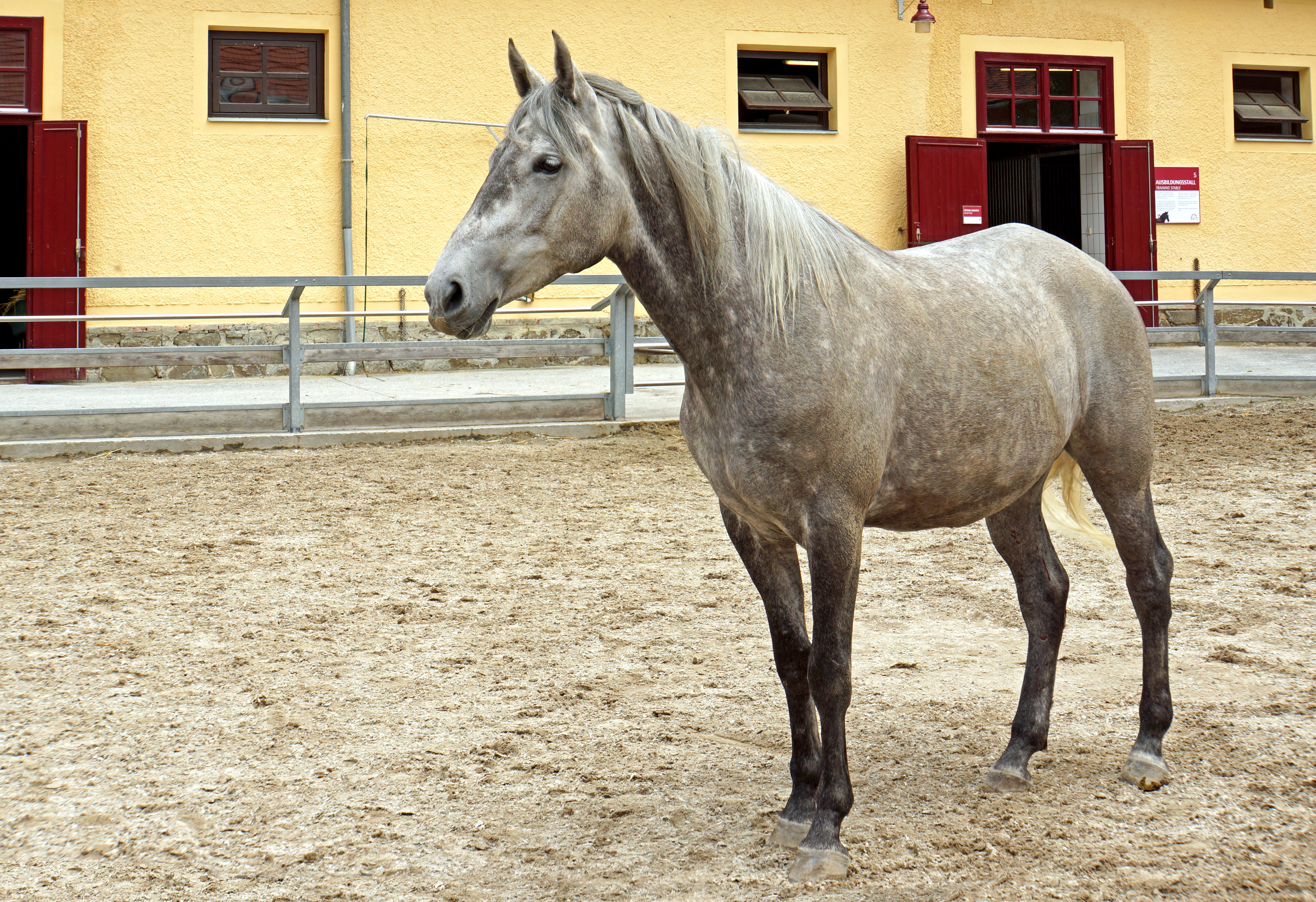
Lipizzan au haras de Piber.

Avec le Pur-sang, le Lipizzan est l'une des deux races de chevaux européennes dont l'origine est la mieux documentée,,,. C'est aussi la plus vieille race de chevaux européenne à avoir fait l'objet d'un élevage spécifique,,,, qui a perduré sur quatre siècles à travers une recherche constante d'« amélioration ». Westerman le résume en déclarant que « lorsque vous touchez un Lipizzan, vous touchez l'histoire ». Il souligne aussi le paradoxe qui consiste à célébrer constamment la « pureté » d'une race de chevaux résultant d'autant de croisements que le Lipizzan, car son histoire l'apparente plutôt à une race « bâtarde ». En effet, l'utilisation d'un registre généalogique ouvert constitue une caractéristique du Lipizzan depuis ses débuts. Des croisements ont été acceptés durant toutes les périodes historiques, soit pour des motifs d'objectif d'élevage, soit par la reproduction.
Dans sa thèse de doctorat en médecine vétérinaire Analyse der Gründerpopulation in der Lipizzanerzucht Europas (« Analyse de la population fondatrice dans l'élevage de lipizzans en Europe »), le Dr Thomas Druml identifie trois grandes époques :
1. Période d'établissement de la race (1580-1810), avec l'élevage de chevaux baroques dans les haras de Lipica, Kladrub et Kopčany ;
2. Période classique (1810-1920), avec une influence plus forte des importations d'Arabie, la différenciation entre les chevaux d'attelage lourds de Kladrub et plus légers à Lipica, enfin l'établissement des premiers haras privés de Lipizzans ;
3. Période moderne (après 1920), avec une différenciation des haras de l'ancienne Autriche-Hongrie (Piber, Topoľčianky, Lipica, Făgăraș), la création des haras de Monterotondo et Szilvásvárad, et des élevages privés sur le territoire de l'ex-Yougoslavie.

Pour la professeure émérite de littérature Donna Landry, le Lipizzan est une race « inventée ». Ce sont en effet la dynastie monarchique des Habsbourg et l'Empire austro-hongrois qui ont forgé cette race de chevaux. Elle analyse le discours autour du Lipizzan à travers son intrication avec les préoccupations géopolitiques et les idéologies nationales et impériales, le modus operandi reposant sur la fiction et la fantaisie. Une particularité essentielle du Lipizzan, relevée notamment par la professeure en littérature et folklore slovène Marjetka Golež Kaučič, réside dans son association constante avec l'aristocratie.

### Origines
L'histoire du Lipizzan amène à évoquer d'autres races de chevaux célèbres en Europe, notamment le Barbe, l'Andalou, le Napolitain et l'Arabe, qui ont été croisés entre elles au Haras de Lipica après sa création, afin de développer une nouvelle race de chevaux pour la Cour d'Autriche,. Au contraire du Pur-sang, qui est élevé sans croisement sur plusieurs siècles, le Lipizzan se révèle être un « melting-pot d'anciennes races de chevaux totalement ou partiellement évincées ».

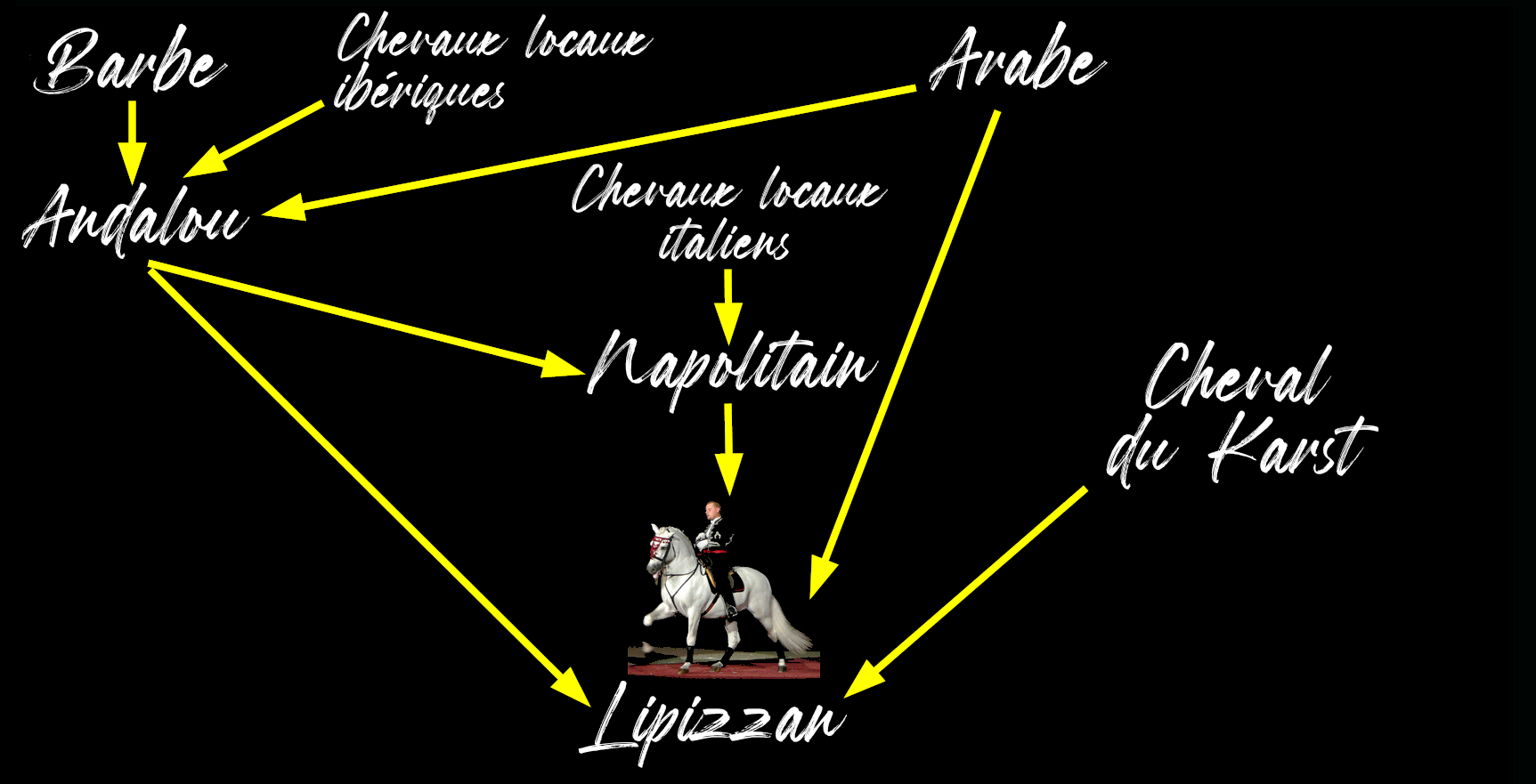
Origines du Lipizzan, selon H. Nürnberg, 1988. Pour Druml (2011), il n'y a cependant pas d'influence arabe sur l'Andalou

L'origine des ancêtres du Lipizzan remonte à l'arrivée de chevaux barbes (majoritaires) et arabes (minoritaires) amenés d'Afrique du Nord par les Maures à Al-Andalus, et à l'influence du commerce méditerranéen,,. Thomas Druml réfute cependant l'influence arabe sur le cheval espagnol, la morphologie n'étant pas la même, et insiste sur la filiation entre le Genet d'Espagne et le Barbe.
Ces chevaux majoritairement Barbes sont croisés avec les populations ibériques locales pour donner naissance au Genet, au Villano et au cheval de parade d'Espagne, souvent désignés sous le nom d'« Andalou », un terme générique désignant un cheval élevé en Andalousie,. Le Lipizzan descend en partie de l'Andalou,. Durant toute la Renaissance et jusqu'au Siècle des Lumières, ce cheval ibérique est à la mode dans l'entièreté de l'Europe,. Aloïs Podhajsky démarre d'ailleurs l'un de ses célèbres ouvrages par une élégie à Al-Andalus, notant que le déclin de l'Andalou suit l'expulsion des Maures de la Péninsule Ibérique en 1492. Cela a motivé des expériences d'élevage de l'Andalou en race pure dans différents pays d'Europe,. L'Andalou est notamment transplanté en Italie, dans les régions de Polésine et de Naples, donnant la race du Napolitain,, qui remonte l'école napolitaine d'Art équestre. Le cheval espagnol est également à la base des Haras royaux de Frederiksborg,.

Races de chevaux à l'origine du Lipizzan
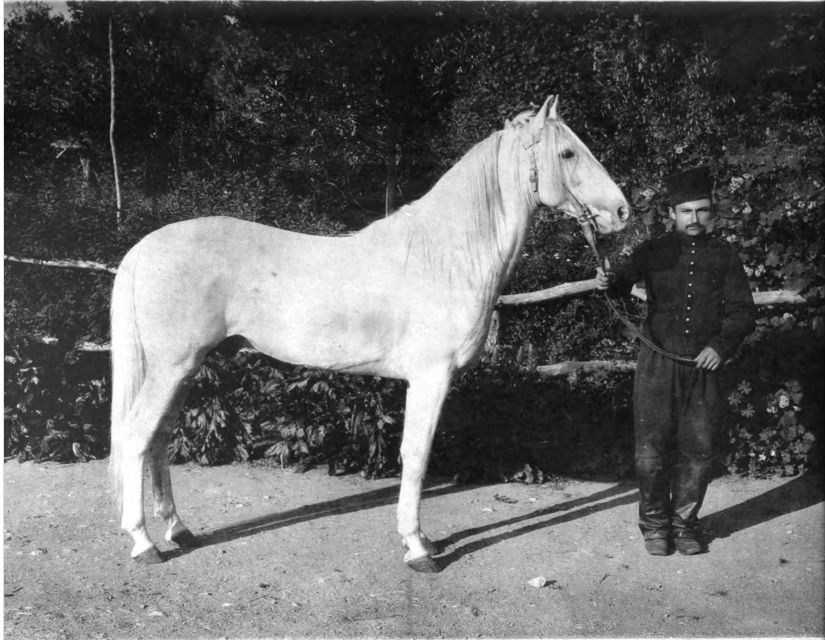
Barbe.
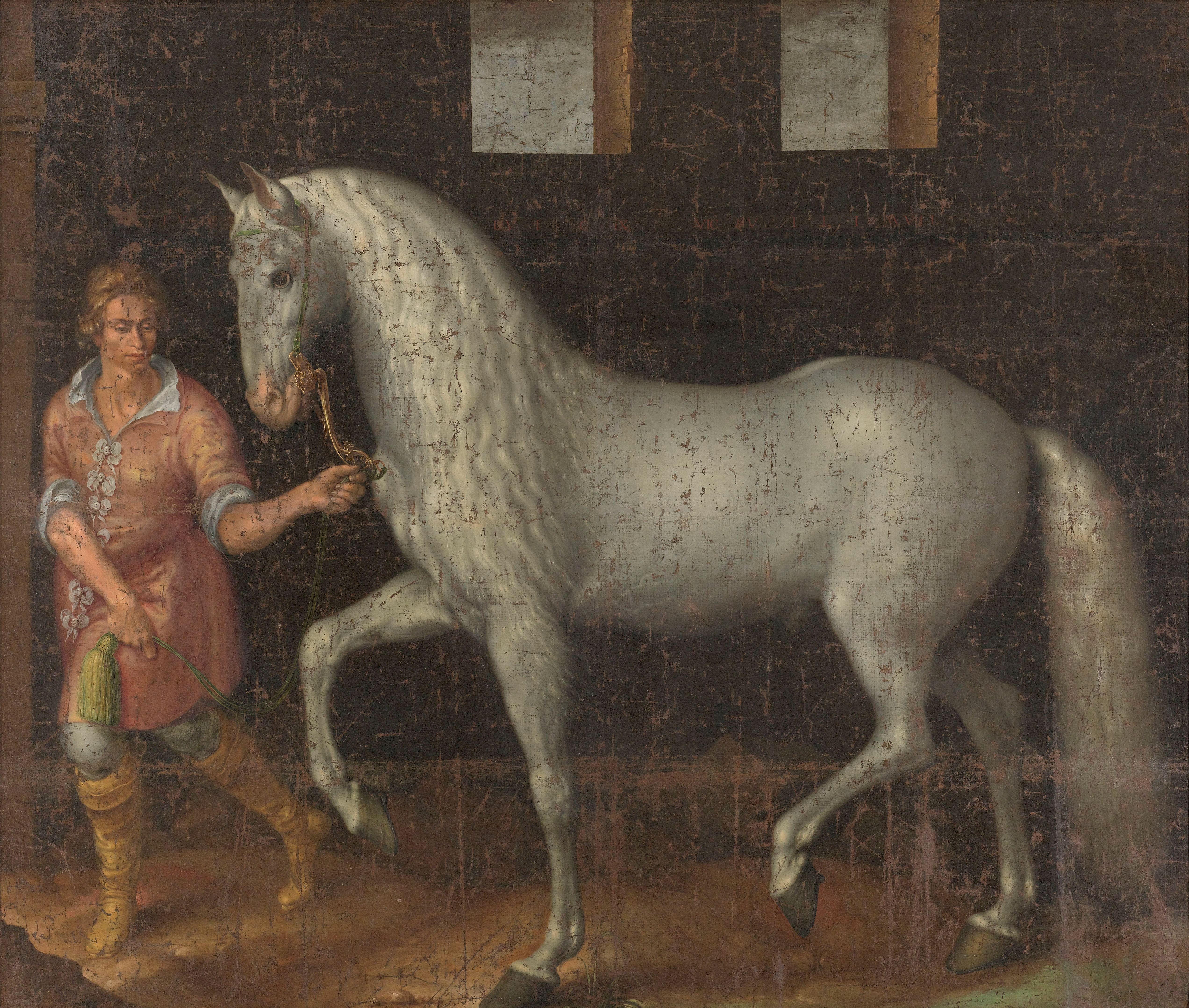
Andalou.
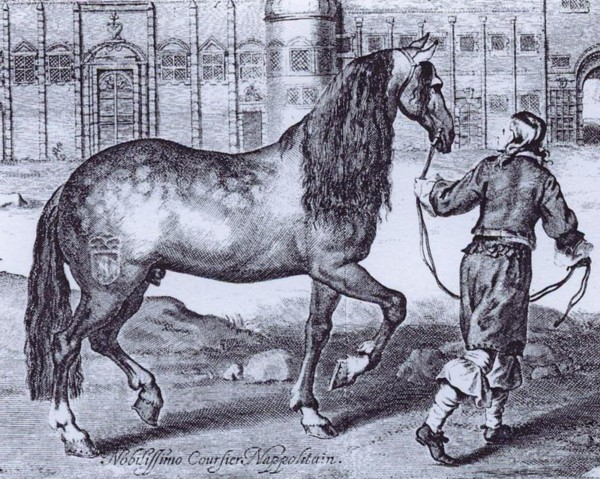
Napolitain.
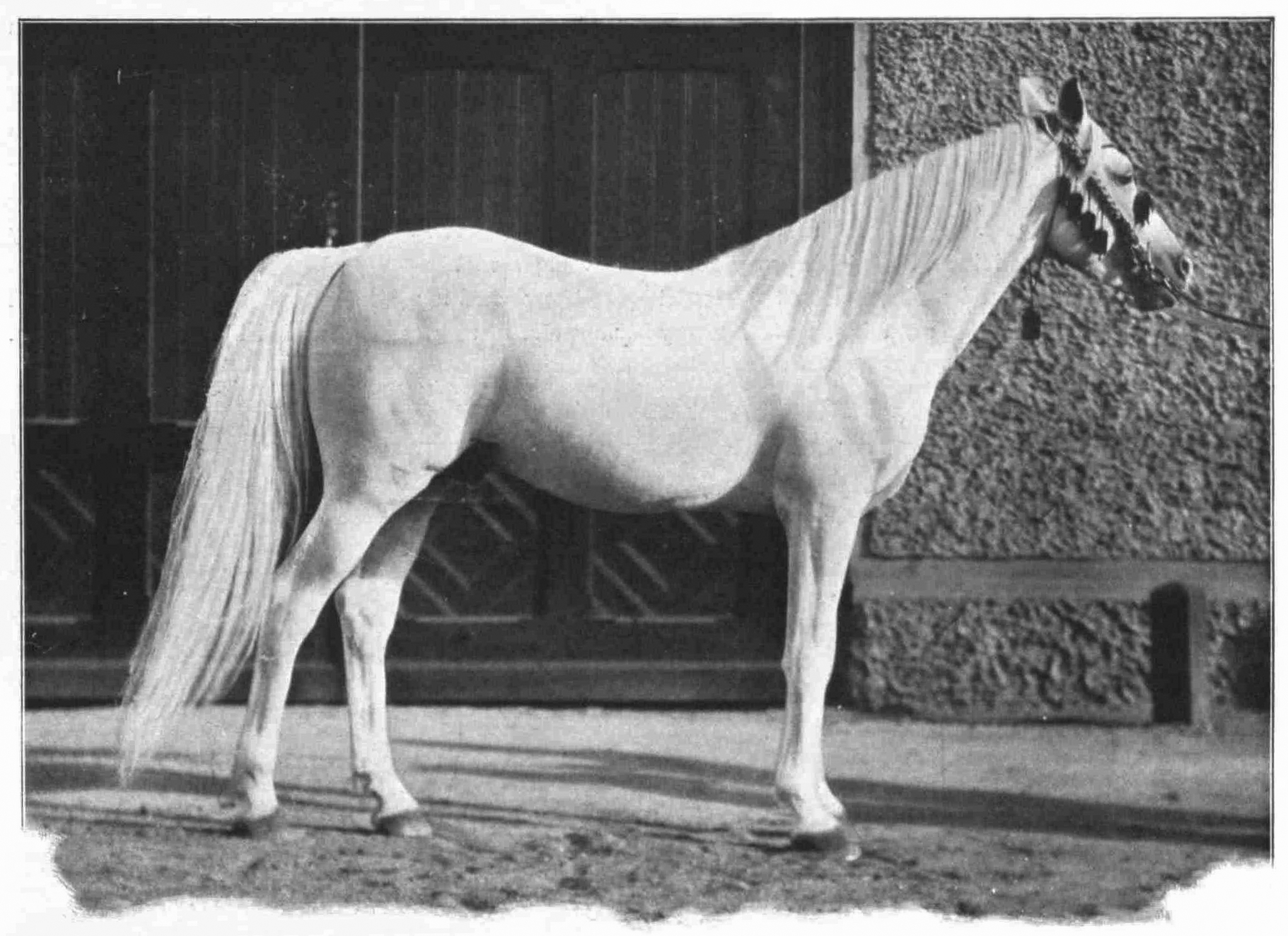
Arabe.

Le Lipizzan descend aussi du cheval du Karst, une population équine présente sur le plateau du Karst depuis l'époque romaine,,, connue sous le nom de « cheval blanc du Karst », qui sera plus tard croisée aux chevaux ibériques du haras de Lipica,. Ce sont de petits chevaux locaux d'apparence blanche, tardifs, dotés d'allures enlevées,.

Un Pure race espagnole au passage, un air de haute école qui consiste en un trot lent et majestueux, où le cheval se projette vers le haut et vers l'avant.

Durant la Renaissance, il existe un attrait pour le cheval baroque, un modèle équin plutôt court et gros ; par ailleurs, l'équitation classique connaît une vague de popularité dans toute l'Europe. À la fin du XVIe siècle, alors que la famille autrichienne des Habsbourg occupe à la fois le trône du Saint-Empire romain germanique et le trône d'Espagne, elle sélectionne un cheval à l'image de la noblesse qu'elle souhaite incarner. Puisque la sélection de la race a été majoritairement effectuée sous l'Empire autrichien, c'est l'Autriche qui est généralement citée comme étant la patrie d'origine du Lipizzan.
L'empereur Maximilien II fait venir les premiers chevaux d'Espagne en Autriche en 1552 ou 1562, puis crée un haras à Kladrub, en Bohême,. Le Kladruber, race de chevaux sélectionnée dans ce haras, est un autre ancêtre du Lipizzan,.

### Création du haras de Lipizza

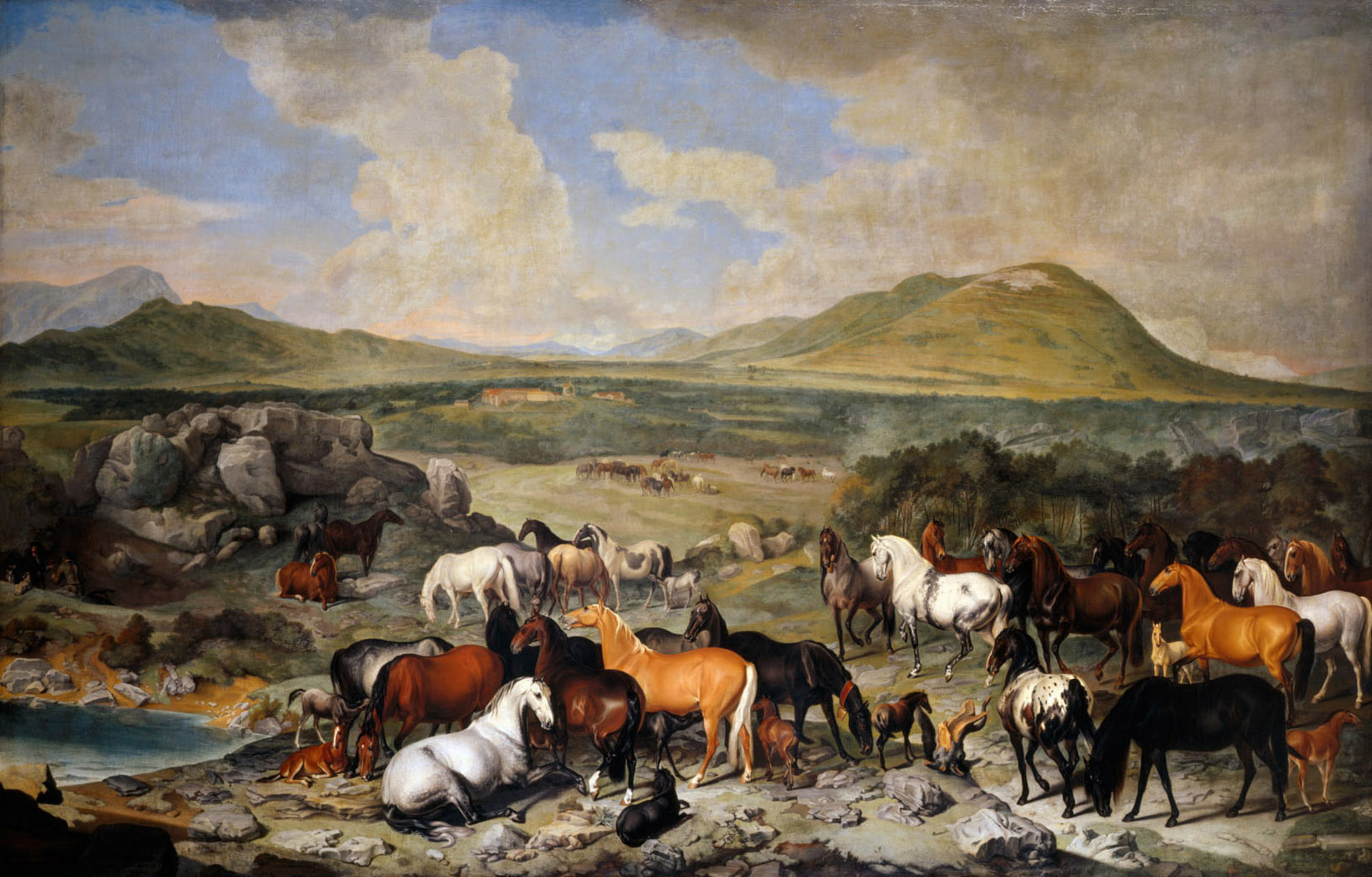
Le haras de Lipica, vu par le peintre Johann Georg de Hamilton en 1727.

En 1580, l'archiduc Charles II fonde lui aussi un haras dans la localité de Lipizza, qui fait partie à l'époque des possessions des Habsbourg à l'origine de l'empire autrichien,,. Sa motivation première est d'élever sur place afin de réduire les coûts liés à l'importation de chevaux espagnols. De plus, le pouvoir absolutiste rend nécessaire la création d'un « haras du souverain ».
L'origine du Lipizzan remonte ainsi à 1580, avec la création de ce haras destiné à fournir le duché de Graz, puis la monarchie des Habsbourg à Vienne, en chevaux de selle et d'attelage de qualité,,.
Les origines les plus anciennes du Lipizzan ne sont pas totalement connues, car il existe pas de registre généalogique durant les débuts de sa sélection (le stud-book de la race est créé en 1701,), donc pas d'informations précises sur la composition de la population équine jusqu'au milieu du XVIIIe siècle, les seules preuves disponibles dans les archives étant diverses factures d'achat de chevaux espagnols,.
Neuf étalons et vingt-quatre juments importés d'Espagne sont à l'origine de la sélection du Lipizzan,. Dès le 10 mai 1580, l'Autriche achète ses premiers chevaux pour le haras : trois étalons espagnols, qui seront croisés avec les juments locales, puis six autres l'année suivante, ainsi que vingt-quatre juments espagnoles,. L'un des six étalons achetés en 1581 est un cheval andalou de très grande valeur, qui influence fortement l'évolution de la race. Il n'existe pas de documents relatifs à la race exacte des chevaux importés, mais les modèles les plus en faveur à l'époque sont le cheval de parade espagnol, et le caballo espagñol del tipo germánico, destiné à la traction des carrosses. De nombreux croisements sont pratiqués, en particuliers avec des juments et des étalons d'origine italienne, espagnole et arabe. On suppose qu'à cette époque, Lipizza existe sous la forme d'un haras sauvage.
La nouvelle race se développe rapidement. Dès 1595, 30 chevaux sont envoyés chaque année à la Cour de l'archiduc à Graz. Ce sont ensuite des étalons de la région de Polésine, en Italie du nord, qui arrivent à Lipizza, avec d'autres chevaux de Kladrub, de Frederiksborg, ou encore d'autres étalons espagnols, comme Cordova, importé en 1701,. Des échanges de reproducteurs ont régulièrement lieu entre les différents haras appartenant aux Habsbourg, plus particulièrement entre celui de Lipica et celui de Kladrub,,. Le 16 janvier 1667, Léopold Ier organise une fastueuse cérémonie à son palais impérial, à laquelle participent 80 cavaliers montés sur des chevaux blancs du haras de Lipizza. En 1768, vingt juments du haras de Kladrub, propriétés du haras impérial de Kopčany, sont envoyées à Lipizza. Tout au long du XVIIIe siècle, des importations se poursuivent depuis l'Espagne, l'Italie, le Danemark et le Holstein, vers ce haras.
Peu à peu, Kladrub se spécialise dans l'élevage de chevaux d'attelage lourds, tandis que Lipizza se spécialise dans l'élevage de chevaux plus légers,. Au début du XIXe siècle, l'indisponibilité des chevaux espagnols mène à l'importation de chevaux arabes.
Un haras est aussi créé à Halbturn (actuelle Autriche) et fonctionne entre 1717 et 1743, dans l'objectif également de fournir la cour royale à Vienne, mais son élevage n'est pas concluant. Seul le haras de Lipizza parvient à élever fructueusement un cheval de selle et d'attelage léger de qualité. En 1785, le Lipizzan arrive à Mezőhegyes, en Hongrie.

### Lignées fondatrices

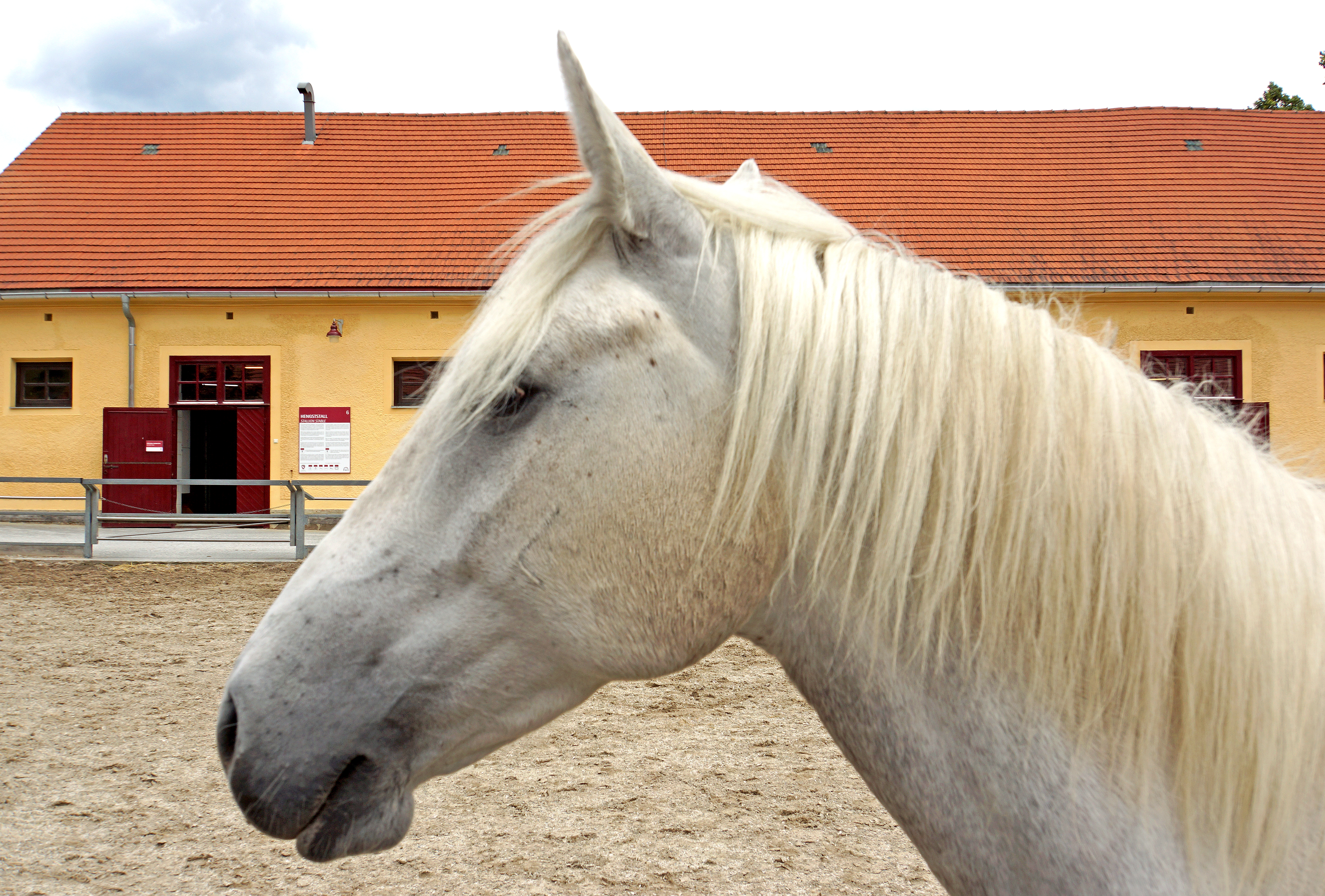
Tête d'un Lipizzan du haras de Piber.

À partir de la seconde moitié du XVIIIe siècle, l'intérêt pour la documentation de l'ascendance du Lipizzan s'accroît considérablement, tandis que la consolidation de la race à partir d'un petit nombre de chevaux fondateurs en fixe les caractères. Si le Dr vétérinaire Heinz Nürnberg estime que l'influence de l'Arabe fut très bénéfique pour le Lipizzan, l'autrice tchèque Helena Kholová estime au contraire que ce croisement, et plus tard celui avec le Pur-sang, fut une erreur, car il « supprima l'allure typique, très relevée, essentielle pour l'École espagnole ». Thomas Druml et collègues concluent en 2018 que la contribution génétique de l'Arabe et du Shagya est démontrée à travers la morphologie du Lipizzan.
L'utilisation du Pur-sang en croisement devient courante à la fin du XIXe siècle, notamment avec l'étalon Northern Light, mais ces chevaux de croisement ne sont pas incorporés aux reproducteurs du Lipizzan. Trois nouveaux étalons arabes sont introduits durant la première moitié du XXe siècle à Hostinec, une jument Kladruber à Lipica et quatre étalons arabes sur le territoire de la Hongrie et de l'ex-Yougoslavie.

#### Lignées mâles
Six étalons sont plus particulièrement considérés comme les fondateurs de la race,,. Ces six lignées d'étalons sont dites « classiques », car ce sont celles du haras de Lipica,. Bien que la majorité soient décrits comme d'origine espagnole, ces étalons proviennent en réalité de différentes régions de l'Europe :
| Nom         | Date de naissance | Race                                            | Origine                                            | Couleur                                    | Marque | Sources |
| ----------- | ----------------- | ----------------------------------------------- | -------------------------------------------------- | ------------------------------------------ | ------ | ------- |
| Pluto       | 1765              | Pure race espagnole                             | Haras royaux de Frederiksborg (Danemark)           | Gris (blanc)                               |        | ,.      |
| Conversano  | 1767              | Napolitain                                      | Italie                                             | Noir                                       |        | ,.      |
| Maestoso    | 1773 ou 1819      | issu d'un père Lipizzan et d'une mère espagnole | Haras de Kladrub, Bohème, ou Mezőhegyes en Hongrie | Gris (blanc)                               |        | ,       |
| Favory      | 1779              | Kladruber                                       | Kladrub                                            | Isabelle (bai dun), alezan clair ou aubère |        | ,       |
| Neapolitano | 1790              | Napolitain                                      | Polésine (Italie)                                  | Bai-brun                                   |        | ,.      |
| Siglavy     | 1810              | Arabe                                           | Alep (lignée Saklawi)                              | Gris (blanc)                               |        | ,.      |

Ces six lignées mâles se sont perpétuées jusqu'à nos jours,.
Il existe une riche tradition hippologique jusqu'à l'époque de la Première Guerre mondiale, selon laquelle il serait possible de distinguer physiquement les Lipizzans en fonction de leur lignée paternelle d'appartenance,,.
Les Lipizzans de lignée Pluto seraient de modèle rectangulaire, avec un profil de tête convexe, très trapus, avec un dos long et une encolure portée haut ; les Conversano auraient un profil de tête fortement convexe, une encolure portée plus bas et un dos plus court. Les Neapolitano sont réputés pour avoir une grosse tête et un pas très relevé, alors que les Favory seraient plus fins et légers. Les Maestoso seraient plus puissants, dotés d'une tête lourde, d'un dos long et d'une croupe très musclée,. Les Siglavy présenteraient un modèle plus court et élégant, plus nettement de type arabe, avec un chanfrein rectiligne et une encolure mince, ainsi qu'une plus faible aptitude au pas espagnol.
Cependant, d'un point de vue scientifique, cette tradition n'est pas vérifiée,.
Il existe aussi deux autres lignées mâles non-classiques, propres à la Hongrie, la Croatie et la Transylvanie,,. Elles ont été développées au début du XIXe siècle. Elles sont acceptées par la Fédération Internationale du lipizzan,, ainsi qu'en France. Ces deux lignées sont issues des étalons suivants :
| Nom      | Date de naissance | Race                               | Origine                      | Couleur | Marque | Sources |
| -------- | ----------------- | ---------------------------------- | ---------------------------- | ------- | ------ | ------- |
| Tulipan  | 1800 (circa)      | Lipizzan                           | Haras de Terezovac           |         |        | ,       |
| Incitato | 1802              | Père transylvanien, mère espagnole | Haras national de Mezöhegyes |         |        | [ 61 ]  |

Tulipan provient de l'élevage croate du comte Jankovich.

#### Lignées femelles
Il existe 62 familles de juments répertoriées chez le Lipizzan, cependant les lignées de juments « classiques » sont au nombre de seize, ou de dix-huit,,, toutes développées à Lipica :
- trois juments grises du Karst : Argentina (née en 1767) Sardinia (née en 1776), et Spadiglia (née en 1778)[62],[S 35] ;
- cinq juments grises de Kladrub : Africa (née en 1764), Almerina (née en 1769), Englanderia (née en 1773), Europa (née en 1774), Presciana (née en 1782)[62],[S 35] ;
- deux juments provenant du haras de Kopčany : Stornella (née en 1748) et Famosa (née en 1783)[62],[S 35] ;
- une jument de Frederiksborg, Deflorata (née en 1767)[50],[S 35] ;
- une autre jument du haras de Teresovac, en Croatie, Rosza (née en 1886)[62] ;
- cinq juments arabes : Kheil il Massaid (jument baie née en 1841), Mersucha (date de naissance inconnue), Gidrane (née en 1841), Djebrin (née en 1862 à Radautz) et Mercurio (née en 1883 à Radautz)[62] ;
- une dernière jument, Theodorosta (née en 1886), originaire de Radautz, le haras privé du baron Capri en Bucovine.

Deux lignées maternelles ont été développées plus tard, Capriola et Rava. Trois de ces lignées traditionnelles de juments ont totalement disparu dans le monde ; ce sont celles de Kheil il Massaid, de Mersucha, et de Rosza. La lignée maternelle de Deflorata est celle qui a eu le plus d'influence.

### Déplacements et relocalisations

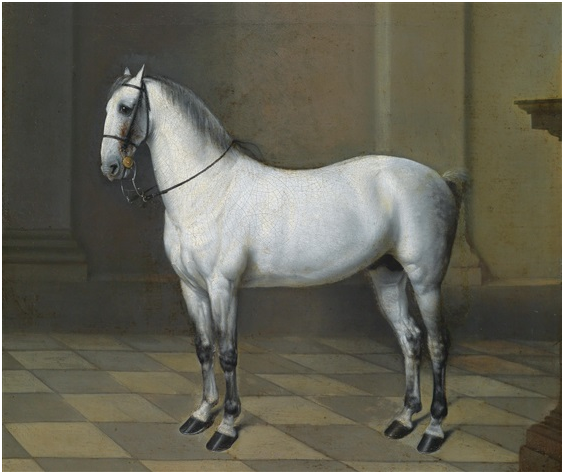
Un Lipizzan, peint par Philipp Ferdinand de Hamilton.

Les Lipizzans ont été relocalisés par sécurité à plusieurs reprises durant les guerres,, notamment en raison des conquêtes napoléoniennes, ce qui a entraîné la création de nouveaux élevages. La première relocalisation a lieu en 1796, durant la guerre entre la France et l'empire d'Autriche. Le 22 mars 1797, les chevaux sont évacués de Lipica vers la Hongrie, avant d'y être ramenés en octobre 1798, alors que les écuries sont en ruines. Celles-ci sont reconstruites. En 1805, les chevaux sont à nouveau évacués, cette fois vers les haras de Džakovo et de Karád,, lorsque Napoléon Ier envahit la région en annexant les provinces illyriennes. Le haras de Lipica appartient temporairement à Napoléon, qui y introduit des croisements avec l'Arabe. Les Lipizzans y reviennent en 1807. À la suite du traité de Schönbrunn en 1809, les chevaux sont à nouveau déplacés, cette fois vers le haras de Mezőhegyes, où ils restent six ans. Nombre d'entre eux meurent lors de cet exil. Ce n'est qu'en 1815 qu'ils y reviennent, après la défaite française de la bataille de Waterloo, cependant certains chevaux restent à Mezőhegyes et en supportent mal le climat, ce qui mène à leur déplacement vers le haras de Făgăraș en 1874,.
Le Lipizzan est introduit en Croatie vers 1700, par le comte Andrija Jankovich-Besan,,,. Créé en 1798, le haras de Piber accueille des Lipizzans dès 1853 ; et celui de Bábolna en 1912. Au début du XXe siècle, il ne reste plus que 208 chevaux de pure race lipizzane répertoriés. Pendant la Première Guerre mondiale, le Lipizzan est amené dans les haras de Kladruby et de Laxenbourg.

### Entre-deux-guerres
Après la Première Guerre mondiale, la province de Lipica est cédée à l'Italie par l'Autriche, en application du Traité de Versailles. La dislocation de l'Autriche-Hongrie et l'effondrement de sa monarchie entraînent une dispersion des effectifs du Lipizzan, notamment entre l'Italie et l'Autriche,. De plus, lorsque la République d'Autriche allemande est établie, la plupart des chevaux d'attelage des Habsbourg sont vendus aux enchères afin de lever des fonds pour le nouveau gouvernement démocratique,. Finalement, diverses personnalités politiques autrichiennes demandent le maintien de cette race de chevaux.
Les 109 chevaux attribués à l'Italie retrouvent leur ancien foyer à Lipizza,, les 89 chevaux restants pour l'Autriche sont envoyés au haras de Piber, près de la ville de Graz, en 1920. Piber devient le principal haras de la race. L'École Espagnole, qui avait jusqu'alors toujours été réservée à l'aristocratie, se reconvertit avec succès dans l'organisation de spectacles ouverts au grand public.
Durant l'entre-deux-guerres, en Italie, le Lipizzan est utilisé pour l'amélioration génétique du cheptel de nombreux haras. La sous-population roumaine de Lipizzans se développe à partir de 1920 à Făgăraș. La Tchécoslovaquie établit son propre haras de Lipizzans à Topoľčianky en 1921, à partir du cheptel de Kladruby.

### Seconde Guerre mondiale et ses suites

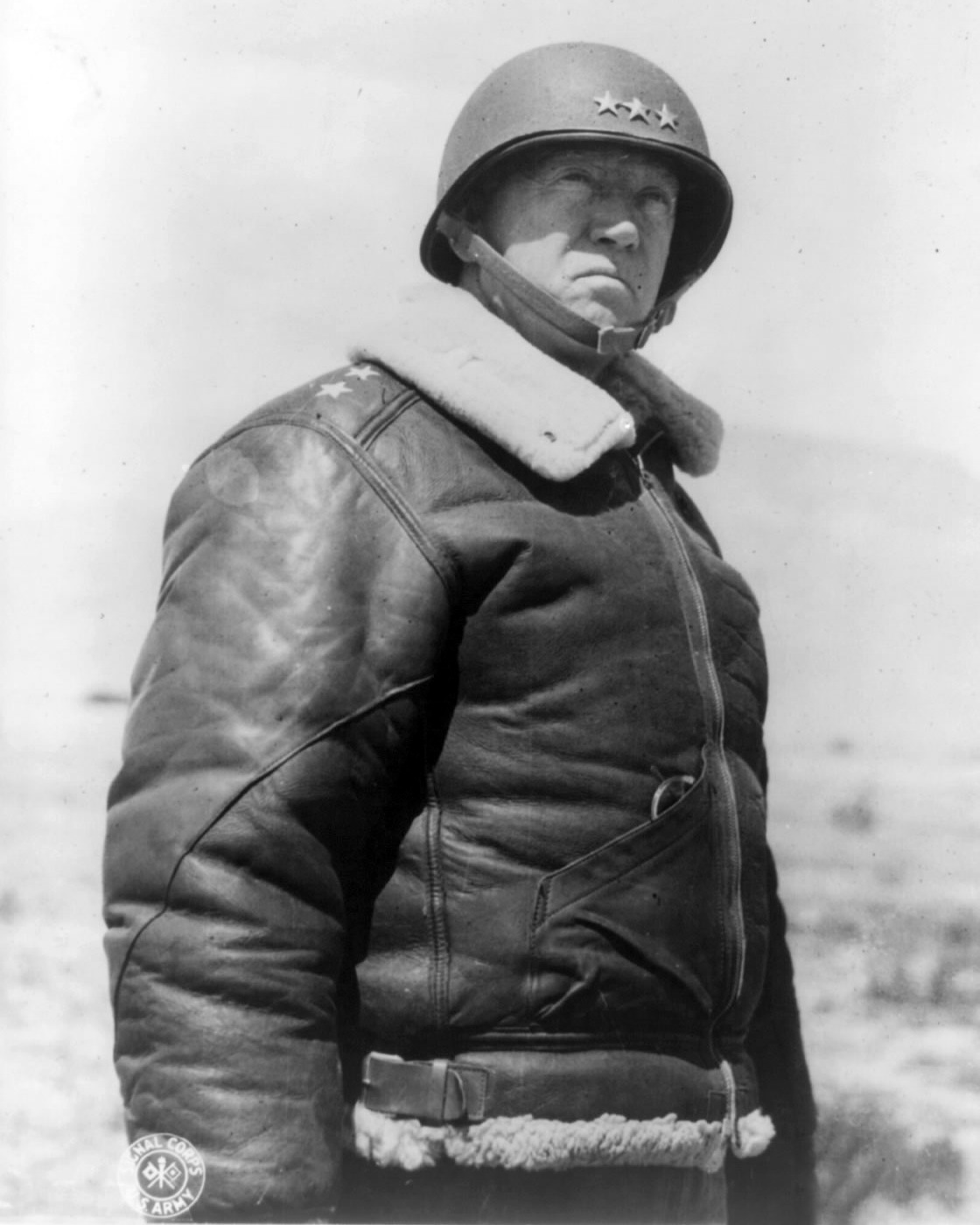
Le général George S. Patton en 1943.

La Seconde Guerre mondiale met le Lipizzan en grave péril,. Les Allemands capturent en effet Lipica en octobre 1938, et les forces nazies emmènent le cheptel vers le haras d'Hostau en Tchéquie, d'où les Lipizzans sont assignés à des officiers de cavalerie,. En 1941 et 1942, tous les Lipizzans des haras d'Europe sont ainsi réunis à Hostau, sous la direction d'Hubert Rudofsky. En octobre 1943, les 179 chevaux de Lipica sont déplacés par les Nazis vers Hostau. Menacés par les bombardements des troupes alliés, les chevaux de l'École de Vienne sont quant à eux déplacés vers la localité de Sankt Martin im Mühlkreis, en Haute-Autriche,. Sous le commandement d'Aloïs Podhajsky, le directeur de l'École espagnole, les étalons y sont emmenés en attendant l'arrivée des troupes américaines.
En 1945, l'armée américaine dirigée par le général de cavalerie George S. Patton prend le contrôle de Sankt Martin, et place les chevaux sous la protection de son armée,.
La volonté de préserver le Lipizzan mène à une collaboration entre soldats alliés et soldats de l'axe. Juste avant la fin de la guerre, le haras d'Hostau se trouve derrière les lignes des forces soviétiques déterminées par les accords de Yalta. Le 28 avril 1945, Patton envoie des troupes sous les ordres du colonel Charles H. Reed pour récupérer les chevaux derrière les lignes soviétiques,. Les Allemands toujours présents pour protéger le haras collaborent avec les soldats américains. 250 lipizzans sont récupérés par les Américains. Cet épisode contribue à la notoriété de la race aux États-Unis, et mène à ses premières importations, qui s'accroissent dans les années 1950, notamment avec la création du haras de Tempel Farm, non loin de Chicago, par Tempel M. Smith et son épouse, qui acquièrent 20 Lipizzans auprès de l'État autrichien en 1958.
Les Américains rendent finalement des chevaux à l'Autriche, notamment au haras de Piber, qui pour l'occasion modernise ses installations. Le haras de Vučijak est créé en 1946 à partir du cheptel de Lipik et de Ðakovo. Le haras de Lipica, qui est attribué à la Yougoslavie (Slovénie) après la Guerre, ne récupère ses premiers chevaux, soit 11 ou 13 têtes, qu'en 1947,, pour 23 reproducteurs au total à la fin de cette même année ; les Yougoslaves demandent ensuite le retour de tous les chevaux évacués de Lipizza pendant la guerre, sans succès. La récupération d'un cheptel de Lipizzans italien dans un contexte où Lipizza (devenue Lipica) n'appartient plus à l'Italie, entraîne la création du haras de Montemaggiore / Monterotondo,.

### Évolution des haras de 1950 aux années 1990

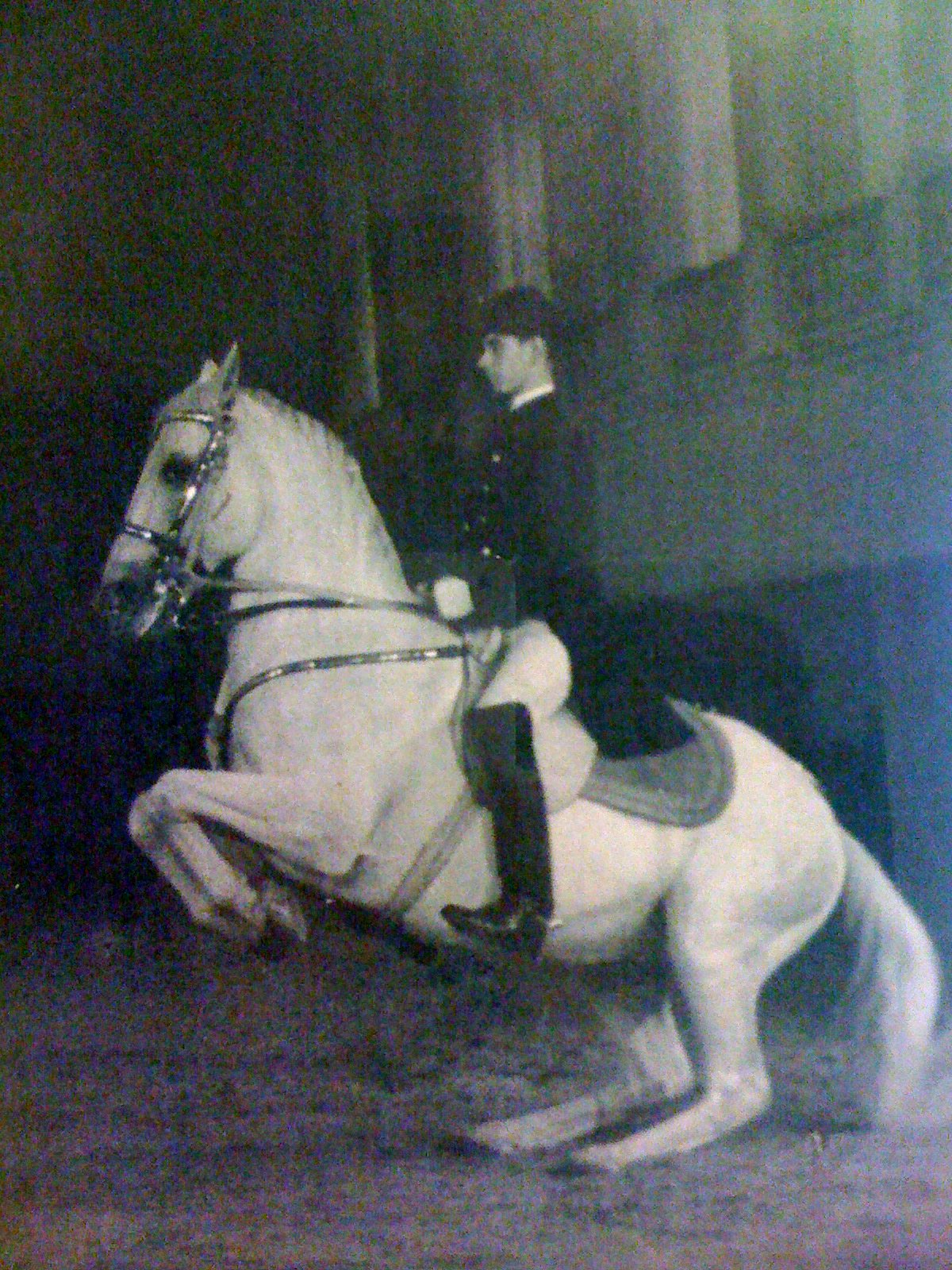
Une levade, l'un des « airs relevés » du Lipizzan, interprétée par Conversano Capriola, monté par Georg Wahl (1920 - 2013).

Après la Seconde Guerre mondiale, l'élevage du Lipizzan connaît une mondialisation progressive. Avec son modèle baroque, ce cheval apparaît comme une incarnation de la tradition de la haute école à l'époque moderne ; Aloïs Podhajsky déclare qu'aux Jeux olympiques de Londres en 1948, son étalon lipizzan aurait été comparé « défavorablement aux autres concurrents comme un cheval "non moderne", une relique de la période baroque », notamment en raison de sa taille plus réduite que celle des chevaux warmblood européens,.
L'Autriche s'impose longuement en position de monopole sur l'élevage du Lipizzan, le haras de Piber étant désormais reconnu comme élevage principal de la race. Lipica doit importer des poulinières italiennes de Montemaggiore en 1955, et traverse une grave crise à la fin des années 1950, dont il ne sort qu'en se tournant vers le marché du tourisme et des loisirs, et en entraînant ses chevaux pour le spectacle. En Hongrie, la majorité des Lipizzans sont déplacés à Szilvásvárad en 1951,.
En 1983, la population lipizzane du haras de Piber est touchée par une épidémie virale, qui cause la perte d'environ 20 chevaux de l'École espagnole,. La population de chevaux dans le haras se rétablit ensuite, avec 56 naissances en 1993 et la présence de 100 juments en 1994. Depuis 1994, le taux de réussite des fécondations des juments a augmenté de 27 à 82 %, grâce à la création d'un nouveau centre vétérinaire.

### Création de la Fédération internationale du Lipizzan (LIF)
En 1980, le haras de Lipica fête ses 400 ans, et organise pour l'occasion une conférence internationale consacrée au Lipizzan du 28 au 31 août, assortie d'un grand spectacle, sous le titre de « Quatre siècles de Lipizzans ». Tous les haras européens d'élevage de la race y participent ; il s'agit de la toute première rencontre entre les haras héritiers du travail de sélection de l'empire d'Autriche depuis la Seconde Guerre mondiale. Cette rencontre permet de poser les prémices d'une coopération internationale, de constater l'existence d'une crise dans l'élevage de cette race, et de préconiser les croisements afin d'en sortir. Cette coopération entre les haras d'État se développe dans le but d'assurer la pérennité de la race. Un échange de reproducteurs a lieu en 1981 entre Lipica et Piber.
C'est sur une initiative bruxelloise, en 1984, que la rédaction des statuts de la Fédération internationale du Lipizzan (Lipizzan International Federation, LIF) est entreprise. Cette fédération implique de nombreux pays : Autriche, Hongrie, Tchécoslovaquie, Yougoslavie, France, Italie, Suisse, Allemagne, Belgique, Pays-Bas, Royaume-Uni, Suède, et les États-Unis. Elle répartit des compétences et prévoit une commission consultative d'élevage ainsi que des principes visant à garantir la « pureté » du Lipizzan, la fixation sur le type de base baroque, et l'enregistrement des sujets.
En 1985, les juments issues des lignées d'origine croate et hongroise, ainsi que les lignées des étalons Tulipan (Croatie) et Incitato (Hongrie), sont intégrées au livre généalogique du Lipizzan, à la seule condition que le lien avec la race lipizzane puisse être prouvé sur cinq générations. Avec la création de la LIF, les standards du Lipizzan de pure race sont fixés et depuis lors, la population d'élevage est considérée comme fermée aux influences extérieures
En 1989, le Lipizzan est officiellement reconnu en France.

### Depuis les années 1990
Les guerres de Yougoslavie (1991-2001), en plus de leur coût humain, entraînent de nombreuses pertes chez le Lipizzan, notamment en Croatie. Le journaliste Westerman, qui couvre cette guerre, témoigne que de nombreux Lipizzans sont tués comme du bétail. En 1991, des Lipizzans sont volés au haras de Lipik et emmenés vers la Serbie, où certains meurent de faim car leur nouveau propriétaire, un entrepreneur serbe de Novi Sad, ne parvient pas à les vendre et n'a plus les moyens de tous les nourrir,. 66 Lipizzans sont rendus à Lipik bien plus tard, en 2007, par la personne qui les avait volés,.
En 1996, la Slovénie demande la responsabilité du développement et de la protection du Lipizzan ; depuis, toutes les associations d'élevage doivent demander l'autorisation à la République de Slovénie pour avoir le droit d'utiliser le nom « Lipizzan ». Elle obtient la protection du nom de la race, avec une indication géographique protégée, en 1999. Cependant, elle n'obtient pas la gestion du stud-book.
En 2005, l'École espagnole d'équitation célèbre les soixante ans du sauvetage de Patton en organisant des spectacles à travers les États-Unis.

## Description

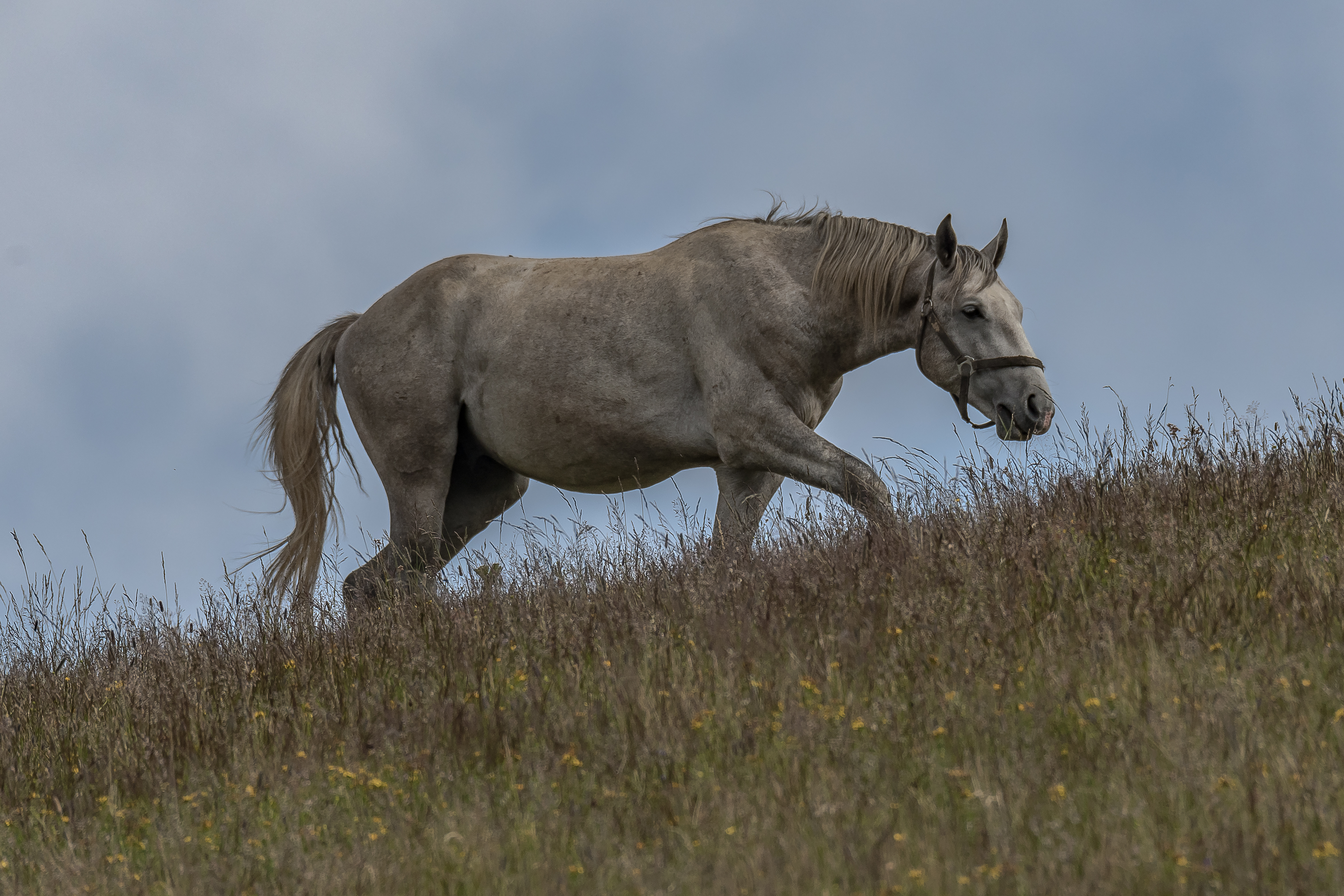
Jeune Lipizzan à Brandkogel, en Autriche.

Le Lipizzan est un cheval massif, mais harmonieux, puissant et élégant dans ses mouvements,.

### Taille et poids
Le Lipizzan est, à l'origine, un cheval plutôt petit. Ceux des haras de Vučijak, de Piber et de Lipica sont assez petits, alors que ceux de Hongrie et de Đakovo, qui ont été croisés avec le Pur-sang, sont sélectionnés pour l'attelage, et ont reçu historiquement une alimentation riche, sont plus grands. La tendance moderne, notamment en France, serait de chercher à obtenir des sujets plus grands. Ce Lipizzan moderne est décrit comme un cheval de taille moyenne (eumétrique). Il existe un dimorphisme sexuel, les juments adultes étant en général légèrement plus petites que les étalons,.
Selon l'auteur italien Gianni Ravazzi et la britannique Caroline Silver, le Lipizzan mesure de 1,50 m à 1,60 m en moyenne,, alors que selon Kholová, la fourchette de tailles est de 1,54 et 1,68 mètre, les mesures italiennes et l'Association française du Lipizzan donnant des valeurs très similaires, de 1,55 et 1,65 mètre et 1,55 et 1,67 mètre, respectivement. Le guide Delachaux annonce 1,48 m à 1,65 m. Les chevaux les plus proches de l'ancien type carrossier sont aussi les plus grands, pouvant avoisiner 1,65 m. Il s'agit généralement des chevaux provenant de la Bohême. La prise de mesures pendant la croissance du poulain peut permettre d'estimer la taille à l'âge adulte.
Le poids moyen est d'environ 550 kg.

### Morphologie

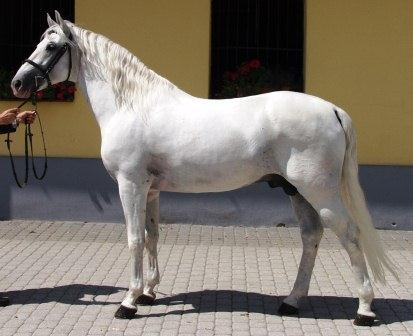
Lipizzan de lignée Conversano, au modèle.

Le Lipizzan est historiquement un cheval baroque, classé parmi les Warmblood lourds, mais il est devenu plus proche du cheval de sport,. Aussi, il existe une distinction entre le type historique baroque, et le type mélangé, plus léger et doté d'une tête plus petite ainsi que d'une encolure plus longue. En Croatie, deux modèles de Lipizzan sont clairement distingués : celui du dressage, dit « classique », et celui destiné à l'attelage. L'évaluation morphologique du Lipizzan suscite le développement de diverses techniques, comme la mesure stéréoscopique.
Le Lipizzan dégage une impression générale de compacité, avec un corps musclé, bien que les chevaux modernes soient généralement plus fins que le type traditionnel. Les mesures effectuées sur les sujets italiens en 1992 et dans huit haras d'Europe en 2001 montrent que la longueur du corps est supérieure à la hauteur au garrot (cheval rectangulaire, plus long que haut).
Le modèle est médio-longiligne. Par sa morphologie, le Lipizzan reste proche du Pure race espagnole (ou Andalou),,. Il existe cependant des différences morphologiques entre les Lipizzans en fonction de leur origine géographique, reflétant les objectifs d'élevage différents des haras qui les élèvent. Les lipizzans de Monterontodo présentent un modèle significativement plus léger que les autres, et plus carré. Ceux de Roumanie diffèrent de par leur sélection pour le travail de portage.
Le tour de poitrine du Lipizzan va généralement de 1,75 m à 1,90 m, et son tour de canon de 19 à 20,5 cm selon Khólova, pour 18 à 21 selon Borghese et al.

#### Tête

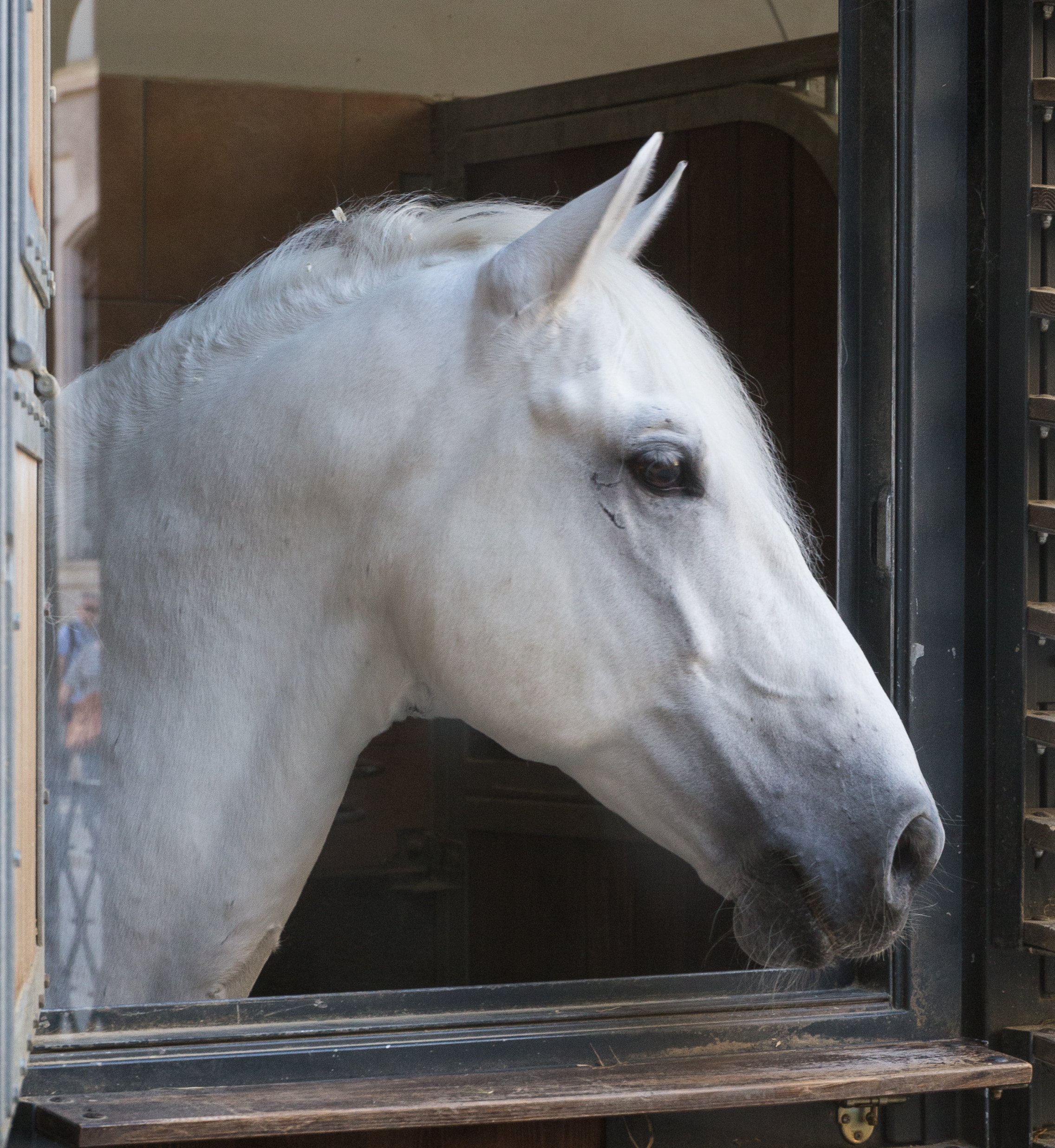
Tête d'un Lipizzan au Stallburg, à Vienne.

La tête est originellement large (ou étroite chez les lignées italiennes), longue,, et assez grande, avec un profil rectiligne,, ou légèrement convexe (moutonné),,,,. La morphologie s'est standardisée, notamment en raison d'un volonté de suppression du profil de tête fortement convexe. Il existe une tendance moderne à affiner la tête du Lipizzan, les grosses têtes bombées n'étant plus à la mode. D'après Haller, exceptionnellement, la tête peut montrer la concavité propre au type oriental.
Les ganaches sont fortes,,. Les oreilles sont de petite taille,,, bien séparées l'une de l'autre et alertes. Les yeux sont grands et expressifs, de couleur noire. Les naseaux sont larges et mobiles,, et les mâchoires sont fortes.

#### Avant-main, corps et arrière-main

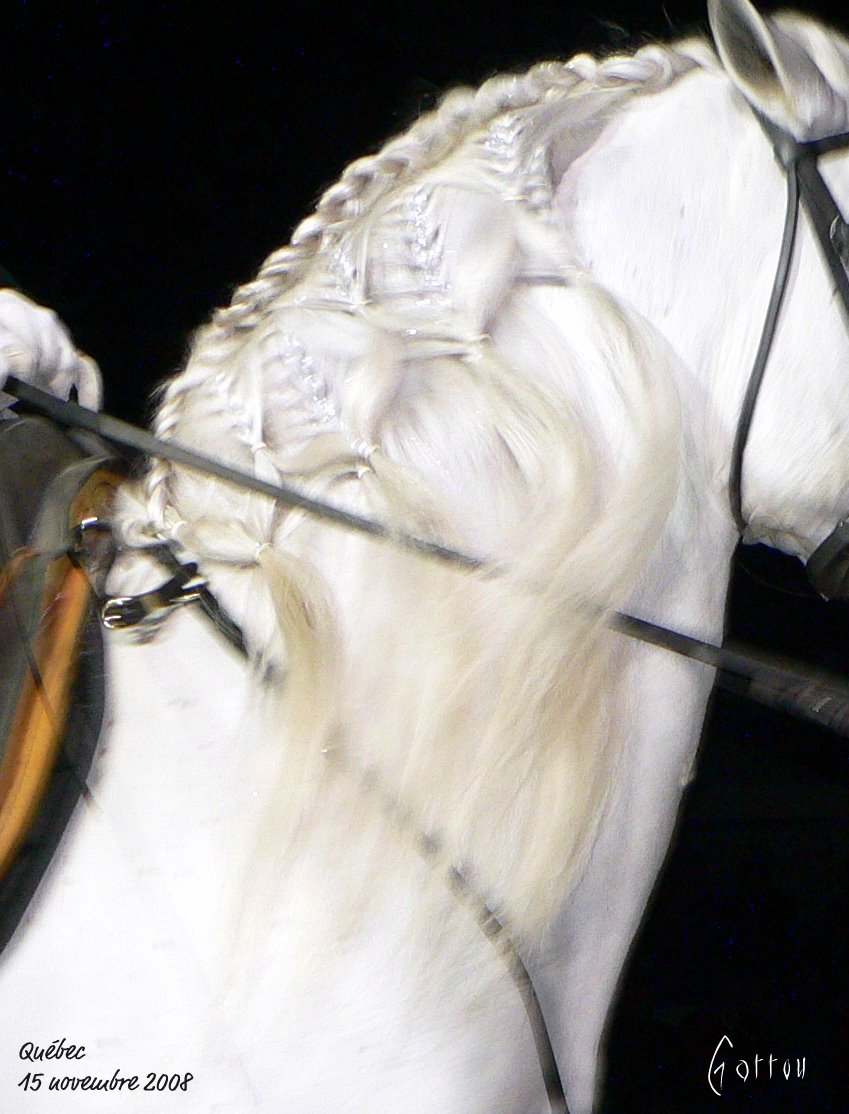
Détail sur l'encolure, l'épaule et la crinière d'un Lipizzan.

Le Lipizzan possède une encolure rouée, musclée, épaisse, greffée haut et portée haut,,, ce qui est qualifié de « port noble » ou de « port altier ». La tendance récente est de la rechercher plus fine.
L'encolure est recouverte d'une crinière abondante, ample et soyeuse,. Le garrot est large et puissant, bien que peu prononcé
,,. Il existe cependant une tendance à élever des chevaux au garrot plus prononcé. La poitrine est large et profonde, bien musclée,. Les épaules sont obliques et puissantes, mais parfois courtes. Les omoplates redressées ne sont pas considérées comme un défaut chez cette race, car elles permettent les allures relevées. Le thorax est remarquablement haut et profond, bien attaché à l'abdomen et aux épaules. Le passage de sangle est profond,. Ce cheval possède un dos allongé et parfois creux (ensellé),,,. Le dos peut présenter une allure fuyante du fait de la proéminence de la croupe et du garrot bas.

#### Arrière-main
La croupe est robuste, et l'arrière-main musclée. Les reins sont forts, plutôt longs et larges,. La croupe est légèrement inclinée, courte, et large ; elle était autrefois assez plate, mais elle est devenue plus arrondie et musclée pour faciliter le rassembler. La croupe est particulièrement forte pour permettre les airs relevés, tout le poids du cheval reposant alors sur son arrière-main.
La queue, attachée et portée haut, est, comme la crinière, fournie en longs crins fins et soyeux,,,,.

#### Membres
Les membres du Lipizzan sont secs, courts par rapport à l'envergure du corps, mais très puissants, et solides. Il peut arriver que les membres postérieurs soient plus longs que les antérieurs, ce qui donne une croupe plus haute que le garrot.
Les avant-bras sont courts. Les pieds sont larges selon l'étude italienne de Borghese, petits selon Edwards et Bongianni, robustes, inclinés et bien soutenus. L'articulation du boulet est un peu ouverte. Les aplombs sont remarquables selon l'auteur anglais Elwyn Hartley Edwards, mais selon le journaliste autrichien Martin Haller, ils peuvent présenter de petits défauts. Les articulations sont puissantes, plates et larges, et les tendons sont bien détachés. Les pieds sont durs.

### Robe

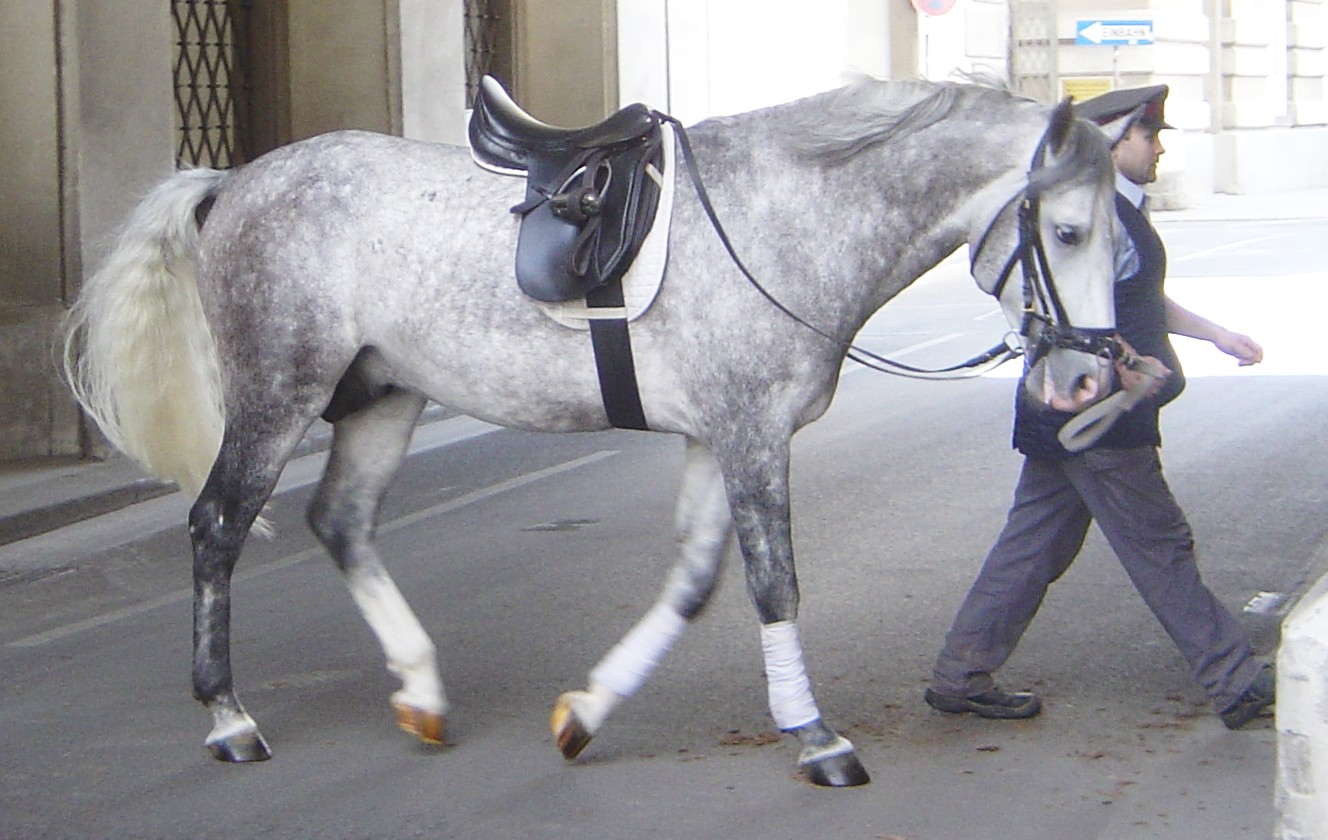
Étalon lipizzan dont la robe grise pommelée commence à s'éclaircir.

Les Lipizzans sont connus pour leur robe grise très claire, qui est la robe prédominante,,, d'où leur surnom de « chevaux d'argent ». Sous les poils, la peau est noire, et apparaît comme telle autour de la bouche, des naseaux, et des yeux. La robe d'abord foncée à la naissance s'éclaircit le plus souvent au fil des années, pendant quatre à dix ans,,,,. Contrairement aux idées reçues, le Lipizzan n'est donc pas blanc. Le poulain passe par une phase de mélange entre des poils foncés et des poils blancs, souvent avec du gris pommelé, la crinière et la queue ayant tendance à blanchir en dernier.
Jusqu'au XVIIIe siècle, les lipizzans arboraient le plus souvent d'autres couleurs de robe, comme le louvet, le rouan, l'alezan et le pie (noir-pie et alezan-pie),, ainsi que le prouve le tableau du Troupeau de juments à Lipizza de 1727. Le gris est un caractère dominant, de plus, il est devenu la couleur préférée de la famille impériale autrichienne : les pratiques de reproduction au XIXe siècle l'ont favorisé,,. Un autre motif de sélection de cette couleur est lié à la pratique de l'attelage, afin de composer des équipages homogènes.
Certains rares individus sont bais, bai-bruns, noirs ou alezans,,, à l'exemple de l'étalon Neapolitano XXI qui est alezan brûlé. D'après Kholová, 25 % des Lippizans resteraient bais ou noirs à l'âge adulte, alors que la journaliste Pat Betteley cite un sur 500. L'École espagnole de Vienne dispose par tradition d'un étalon bai ou bai-brun, à côté de ses étalons gris,,. Il existerait aussi de très rares cas de robes rouan et aubère chez le Lipizzan.

### Allures

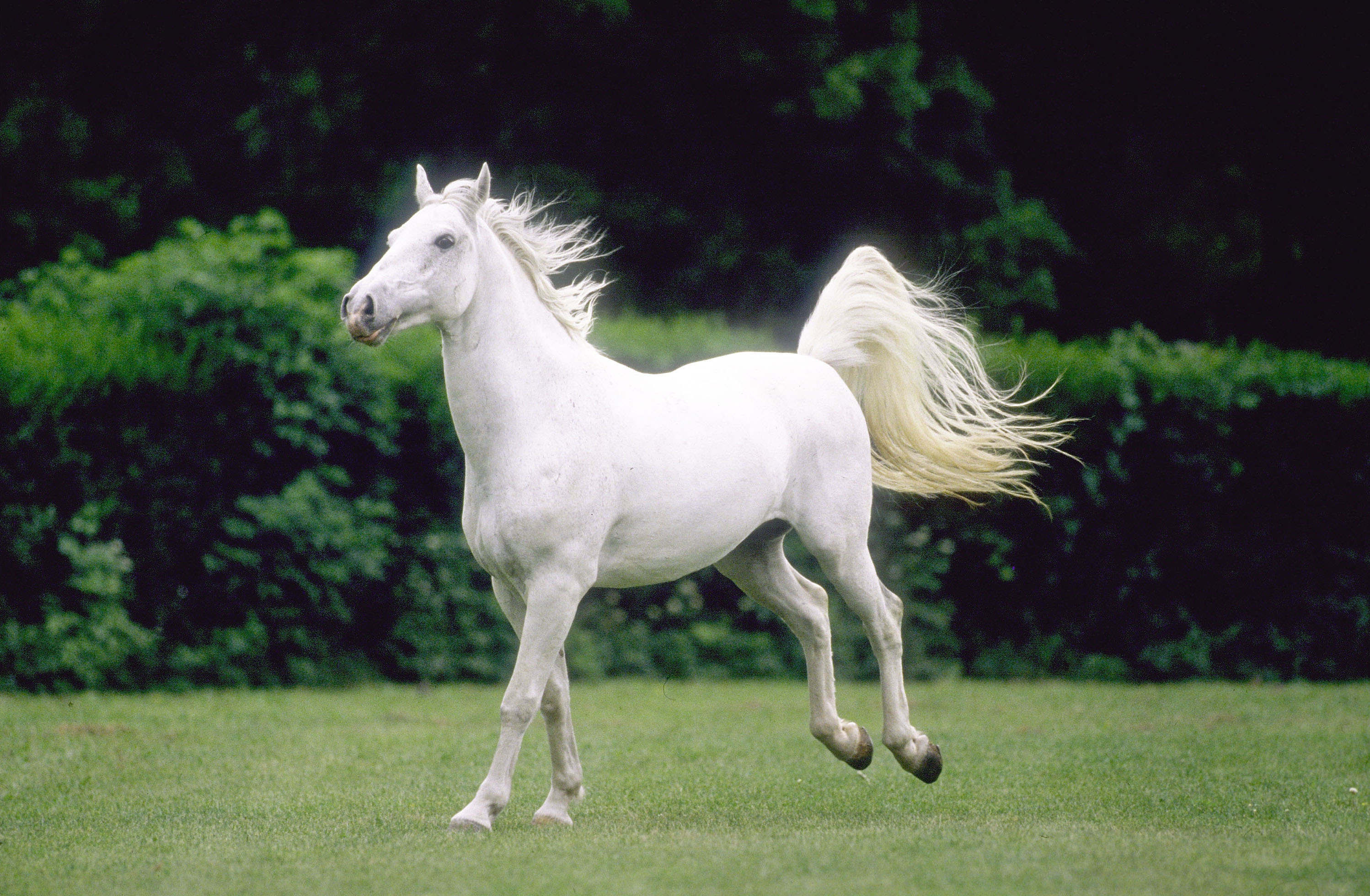
Lipizzan au galop.

La morphologie du Lipizzan l'adapte davantage aux actions hautes qu'aux actions longues,. Il n'est donc pas adapté à la vitesse. Le Lipizzan se distingue par ses allures à l'action haute, avec un grand mouvement du genou, une action douce et de l'élasticité. Cette action du genou, avec une haute levée des membres antérieurs, est une caractéristique de la race. Le Lipizzan présente en effet un léger temps de suspension dans ses allures hautes, plus inné qu'appris. Il est prédisposé à l'apprentissage du piaffer, du pas espagnol et du passage. La qualité du trot est particulièrement recherchée pour les activités d'attelage.

### Tempérament

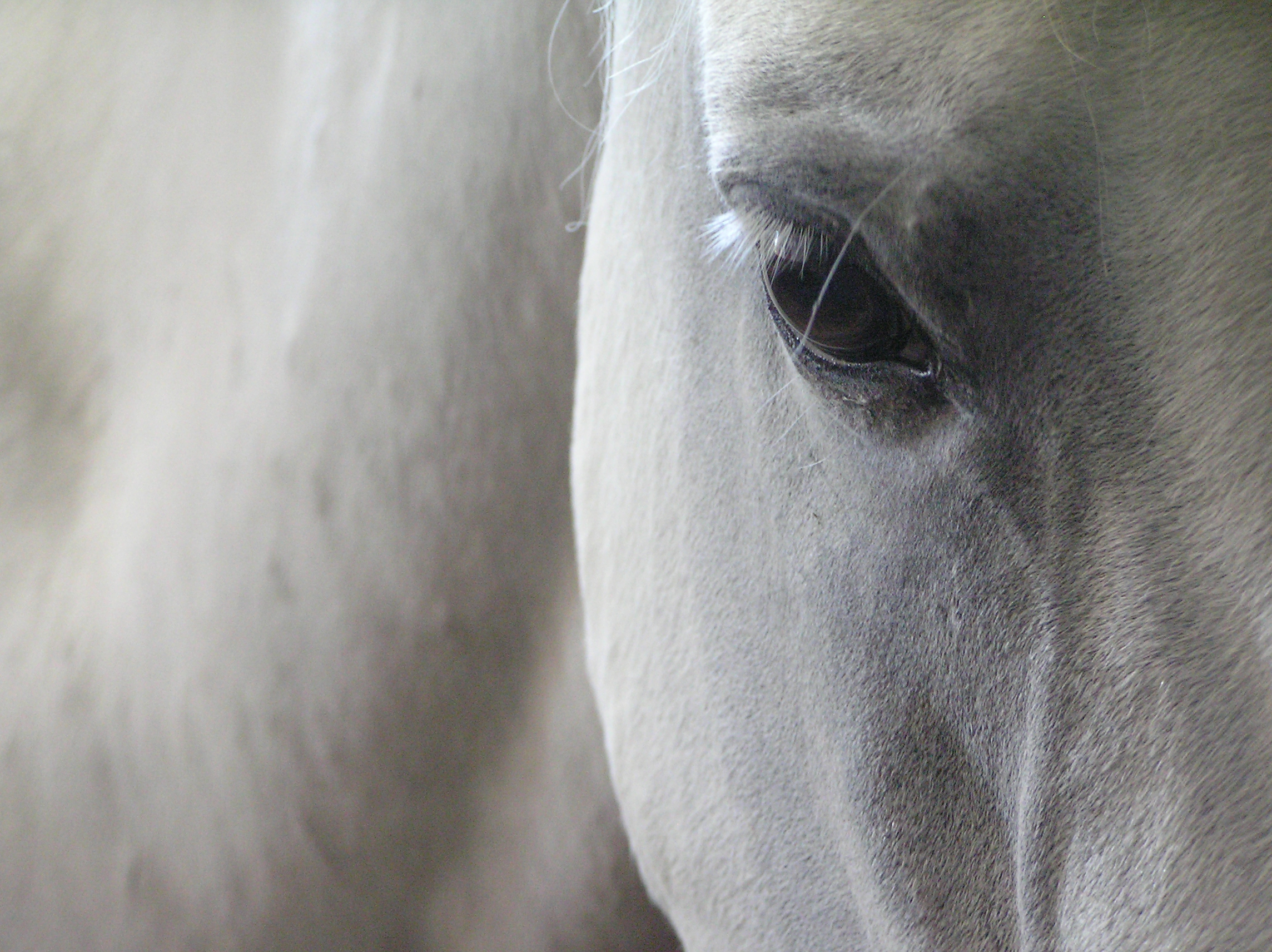
Détail sur l'œil et le pelage d'un Lipizzan.

Le Lipizzan est un cheval endurant, intelligent et réputé d'un bon caractère,,,,, néanmoins affirmé. D'après Isenbart et Bührer (1986 et 1988), il n'existe aucune attestation de Lipizzan caractériel dans les sources au sujet de la race, ce qui démontre une attention constante portée à la sélection sur le tempérament. De plus, d'après eux, le Lipizzan apprécie la compagnie des êtres humains. Kaučič note que ces chevaux sont soumis au dressage et doivent être obéissants, apprivoisés et disponibles pour l'homme quand celui-ci le demande, ce qui traduit aussi la domination hiérarchique . Une étude comparative du tempérament entre le Lipizzan et le Selle slovaque, publiée en 2018, a montré que le Lipizzan est significativement plus doué pour gérer son stress.
Le Lipizzan est de tempérament assez froid, mais néanmoins énergique. Son caractère affirmé et assidu au travail est apprécié des cavaliers exigeants. Il montre aussi une grande obéissance et une bonne volonté au travail,. Sa douceur et sa patience sont aussi notables. Ainsi, il est réputé plus simple à aborder que les chevaux de dressage allemands. En 2022, une relation potentielle entre la morphologie et le tempérament chez cette race a été étudiée.
Ce cheval est rustique, une qualité souvent oubliée, car il peut vivre à l'extérieur toute l'année ; les jeunes étalons de Piber passent ainsi trois ans en liberté dans les pâtures de la Styrie. Les poulains de Piber vivent ainsi en groupe jusqu'à la cérémonie du sevrage, durant laquelle ils sont séparés de leurs mères. Ils vivent ensuite leur année de yearling entre eux, établissant ainsi des rapports de dominance.
La race présente une maturité lente, assortie d'une longévité sportive remarquable, puisqu'il n'est pas rare que des chevaux âgés de vingt ans et plus soient encore au travail,,,. Il convient donc de ne pas commencer son dressage trop tôt, son âge adulte intervenant vers ses 7 ans. Néanmoins, il peut travailler en dressage jusqu'à ses 20 ans, voire 25 ans, et dépasser les 30 ans,,. D'après Isenbart, sa longévité globale n'est en revanche pas supérieure à celle des autres races de chevaux.

### Santé

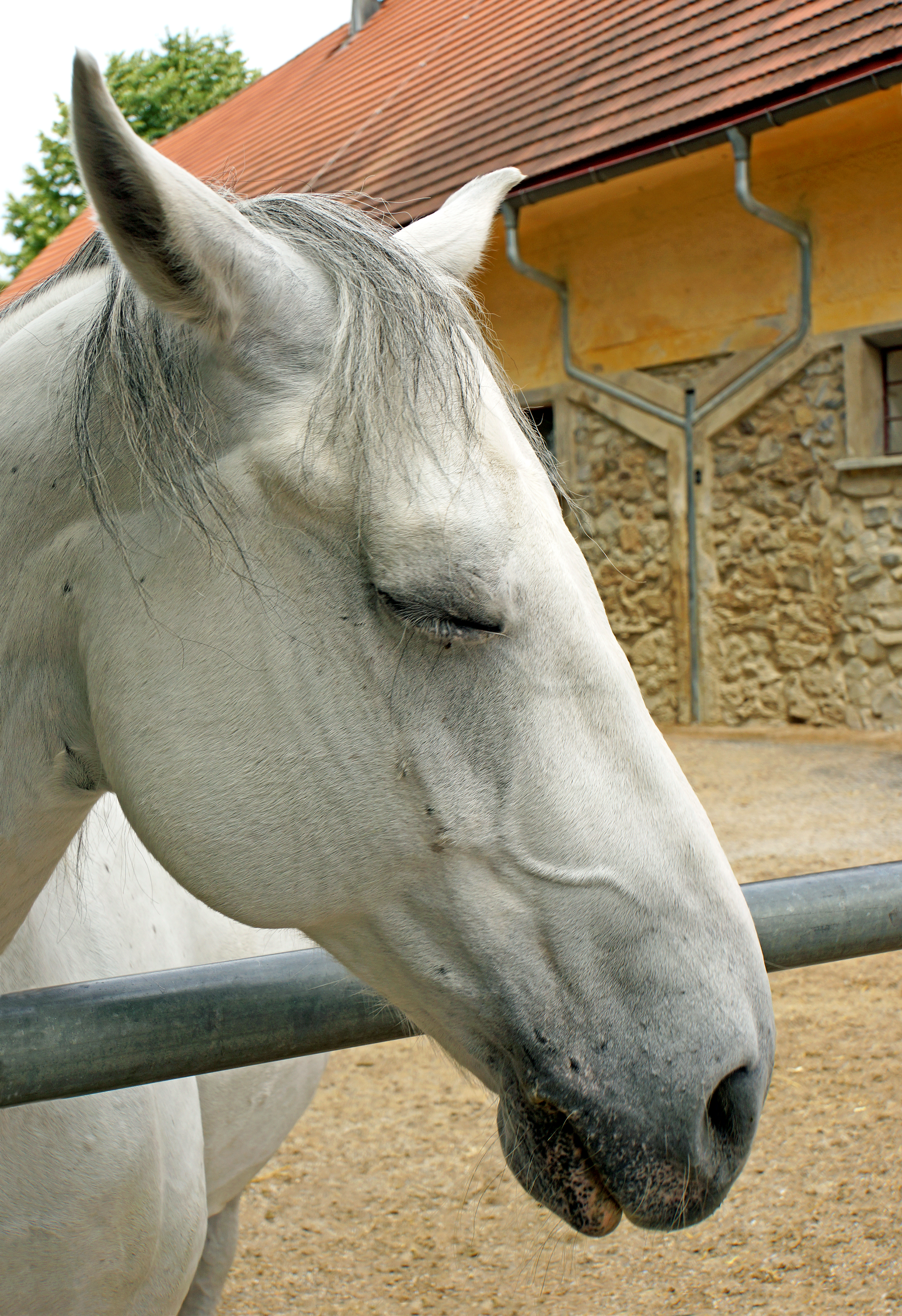
Tête d'un Lipizzan du haras de Piber touché par un vitiligo.

Le Lipizzan est réputé pour sa santé solide, avec une bonne résistance aux maladies infectieuses (notamment pulmonaires) et aux affections des articulations et des tendons. Comme toutes les autres races de chevaux, il peut être victime de coliques, d'épidémies de grippe équine, et plus rarement de la gourme.
Ses paramètres hématologiques ont été analysés,. Les valeurs de concentration en globules rouges et globules blancs sont situées dans la moyenne inférieure des races de chevaux à sang chaud. Le volume globulaire moyen, l'hémoglobine cellulaire moyenne et la concentration d'hémoglobine sont au contraire plus élevées que la moyenne, mais la concentration moyenne d'hémoglobine et la concentration d'hémoglobine cellulaire sont inférieures à cette moyenne. Les variations liées à l'âge correspondent à ce qui est observé chez les autres races de chevaux. L'étude de la concentration en mélatonine et en leptine chez les pouliches Lipizzan confirme le rôle de la leptine dans l'activité reproductive saisonnière.
L'occurrence et la fréquence de la rétention placentaire a été étudiée chez les juments Lipizzan du haras de Lipik. Sur une période de 5 ans (2014 - 2019), sur 71 naissances chez 31 juments, une rétention placentaire est survenue dans 29 cas, soit une incidence de 40,84 %, beaucoup plus élevée que chez la plupart des autres races.
Le Lipizzan est fréquemment victime de mélanomes ; la consanguinité a été initialement explorée comme facteur causal, mais ces mélanomes sont plus vraisemblablement associés à la robe grise,. Notamment, les gènes SPRY4, NDFIP1, IMPDH2 et HSP90AB1 interagissent probablement avec ceux responsables du grisonnement pour générer les mélanomes, DPF3 ayant été suspecté plus récemment. Les chevaux gris chez cette race sont également sujets au vitiligo.

### Sélection
Le registre généalogique du Lipizzan contient des données qui remontent, pour les plus anciennes, à 1701. Il s'agit d'un registre fermé (seuls les chevaux issus d'ancêtres eux-mêmes Lipizzans sont considérés comme Lipizzans). Historiquement, la sélection du Lipizzan est marquée par une certaine recherche de consanguinité, une pratique qui est pourtant connue pour affaiblir les animaux. L'anthropologue Regina Bendix note ainsi que, bien que la sélection génétique ait été jugée éthiquement inacceptable chez l'être humain, elle reste la norme chez certaines races animales telles que le Lipizzan, démontrant que l'idée eugéniste et le rejet de l'hybridation perdurent.

#### Règles de nommage
Les pratiques de sélection du Lipizzan sont visibles à travers les règles de nommage par lignées, appliquées en particulier aux étalons, et les règles d'élevage visant à maintenir sa « pureté ».
Il existe en effet des règles quant à la manière de nommer les lipizzans. Par tradition, les étalons ont un nom double dont le premier est celui d'un des huit étalons fondateurs d'une lignée, et le second celui de la mère. Les pouliches reçoivent le nom de leur lignée maternelle, et un numéro d'ordre chronologique en chiffres romains, indiquant leur place dans la lignée,. En Amérique du Nord, le nom des juments doit se terminer par la lettre A.

#### Marquage au fer

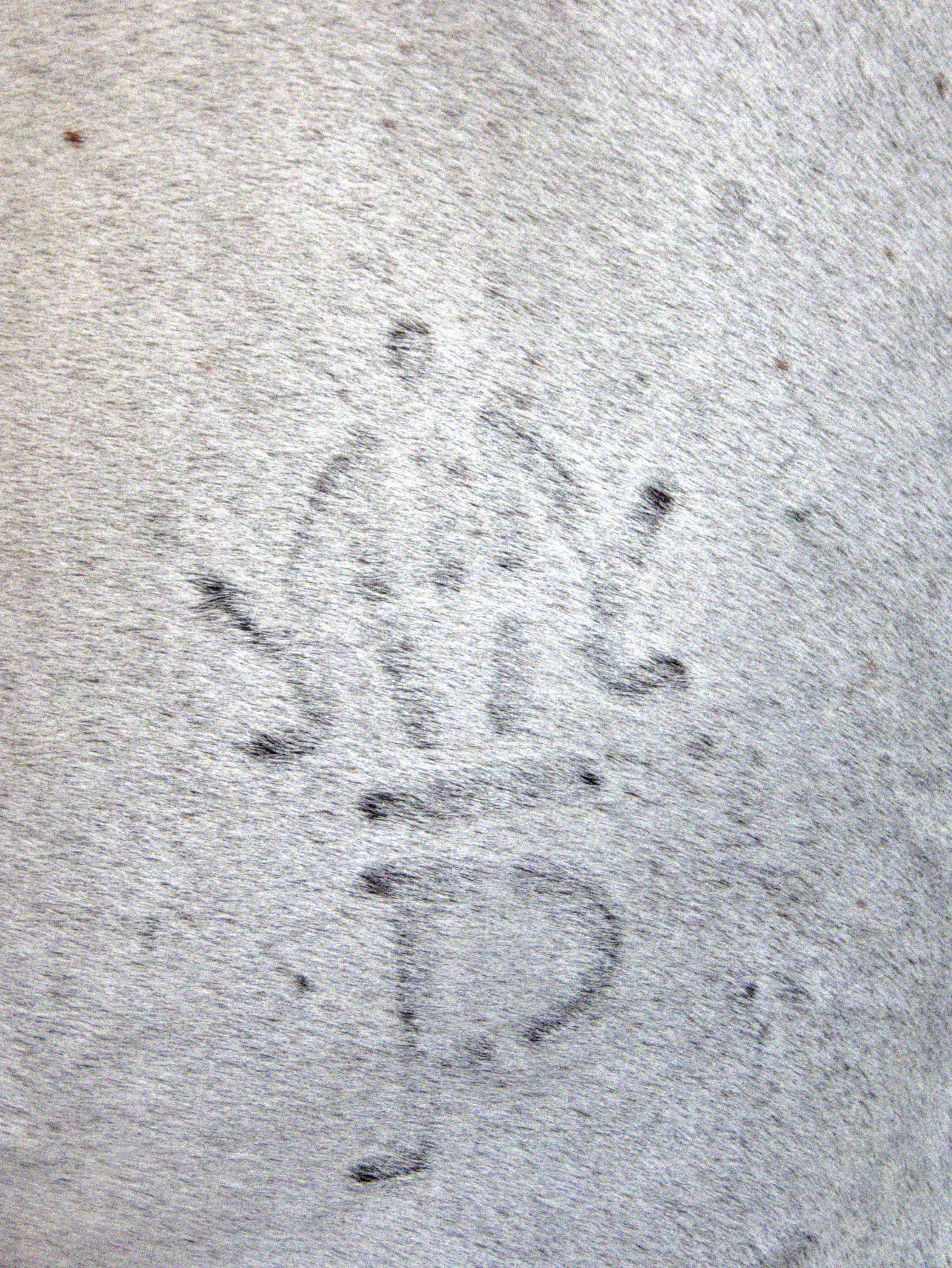
Marquage au fer d'un Lipizzan du haras de Piber.

Les poulains Lipizzan, quel que soit le haras dont ils sont originaires, reçoivent aussi un marquage au fer pour être identifiés,. Sa fonction historique est de permettre une identification immédiate de la race, du haras de naissance du propriétaire et des origines de chaque animal. Le marquage est différent en fonction du haras d'origine et du sexe. Il existe des marquages de haras d'origine, de descendance et d'identité.

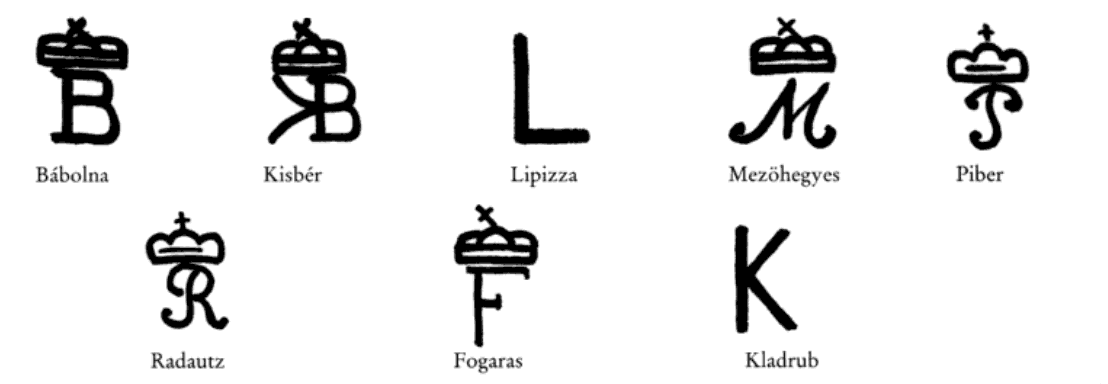
Marques des haras d'élevage du Lipizzan.

Les chevaux portent en principe la marque du haras dans lequel ils sont nés. Par exemple, le marquage du haras de Lipica se situe du côté gauche de la mâchoire, sur la ganache, et représente un « L », tandis que pour le haras de Piber, il s'agit d'un « P » et de la couronne autrichienne sur la cuisse gauche.

#### Analyses génétiques

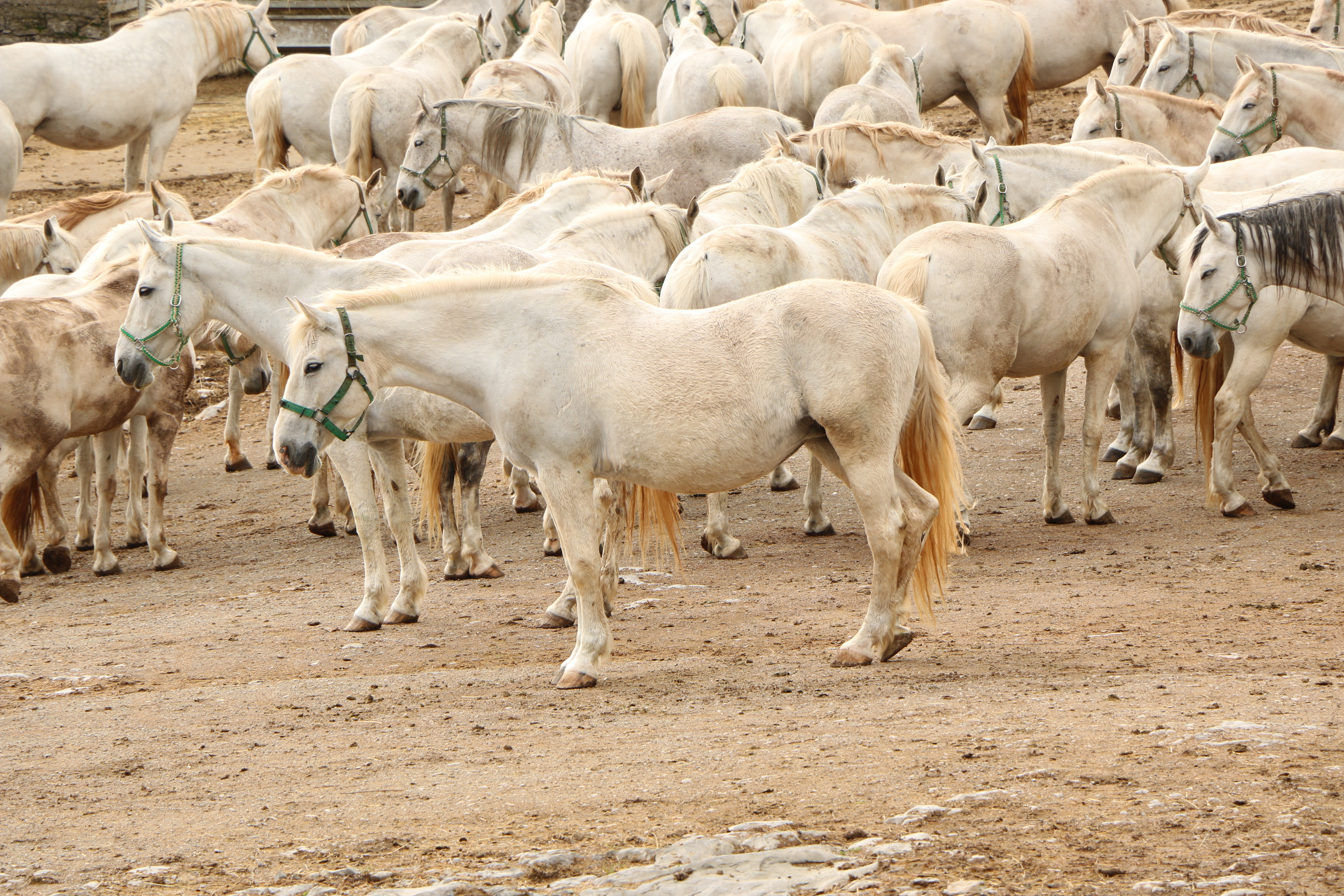
Groupe de juments poulinières à Lipica.

La sélection artificielle opérée par les éleveurs de Lipizzans depuis trois siècles pourrait avoir un effet sur sa consanguinité et sa diversité génétique. Il existe une relation génétique entre les chevaux présents dans les huit haras nationaux principaux, résultant de l'échange passé de reproducteurs,,. Les Lipizzans hongrois et croates d'une part, autrichiens et slovaques d'autre part, sont étroitement apparentés. Un cluster regroupe les chevaux d'Italie, d'Autriche et de Slovénie d'une part, et un autre cluster ceux de Hongrie, de Croatie et de Slovaquie. Les Lipizzans roumains sont un peu à l'écart, en raison de l'usage de poulinières spécifiques,. Les marqueurs moléculaires se sont révélés utiles pour étudier la génétique du Lipizzan. La population italienne fait l'objet d'un suivi visant à maintenir sa diversité génétique.
L'analyse de 16 lignées maternelles présentes au haras de Piber, en 1999, montre 13 haplotypes mitochondriaux distincts, une différence entre deux séquences d'ADN d'haplotypes différents allant d'un nucléotide à vingt-quatre nucléotides, un héritage des haplotypes mitochondriaux stable, et une relative similitude entre tous les Lipizzans étudiés. Le dendrogramme modélisé pour l'occasion montre trois branches séparées, en accord avec les données historiques concernant la race, et notamment avec l'étude de W. Schleger et collègues en 1973. Les haplotypes présents chez les lignées maternelles du Lipizzan peuvent être retrouvés chez des chevaux de l'époque des débuts de la domestication.
Une autre analyse génétique menée en 2006 montre 37 haplotypes d'ADNmt, reflétant la large base génétique des juments fondatrices de l'élevage de Lipizzans. L'analyse de 18 loci microsatellites dans la population de chevaux Lipizzans a révélé 127 allèles, un nombre moyen d'allèles par locus de 7,06 (de 3 à 11), une hétérozygotie observée de 0,663 et une diversité génétique moyenne de 0,675, ce qui place la diversité génétique du Lipizzan dans la moyenne des autres races de chevaux. Par conséquent, la consanguinité étroite est absente chez cette race,,. Il est possible que la population croate du Lipizzan ait subi un goulet d'étranglement de population, mais cette conclusion reste controversée.
L'étude de Zechner et collègues en 2002 a également montré que 50 % du cheptel de Lipizzans actuel descend de dix chevaux nés au XIXe siècle,. Le plus influent est l'étalon Favory Ratisbona II, né à Lipizza en 1829, qui contribue à 10 % des origines génétiques du Lipizzan moderne. L'ancêtre majeur de la population lipizzane en Croatie actuelle est l'étalon 1116 Conversano Gaetana IV, né à Lipik en 1947. En termes d'influences génétiques, l'étude de P. Dovč et collègues (2006) conclut que sur les 458 fondateurs identifiés dans les généalogies, le cheval de type espagnol (regroupant l'Andalou et le Napolitain) a eu la plus forte influence sur les origines du Lipizzan, avec 204 fondateurs, suivis par le Lipizzan lui-même (123), l'Arabe (45), le Kladruber (36), le Shagya (24), le Pur-sang (20), le Frederiksborg (5) et le Nonius (1). La lignée la plus représentée est celle de Siglavy (24 %).
Il existe des erreurs de généalogie (pedigree) chez le Lipizzan, à hauteur de 10 à 12 % des animaux étudiés,. Environ 8 % des chevaux ont été assignés à une lignée maternelle incorrecte. Ces erreurs peuvent être détectées et réparées grâce aux analyses sur l'ADNmt. Une analyse du chromosome Y publiée en 2021 confirme l'origine présumée arabe et espagnole pour deux lignées mâles, et de façon surprenante, un regroupement des chevaux des six autres lignées dans l'haplogroupe Tb, caractérisé comme typique du cheval turc, ce qui indique une possible influence turque chez les Lipizzans. De plus, chez cinq chevaux appartenant à une branche latérale de la lignée Favory, un haplotype unique a été détecté, indiquant l'existence d'un autre étalon fondateur chez le Lipizzan.
Une comparaison génétique entre le Lipizzan et le Kladruber, race historiquement proche, a montré que les fréquences des allèles varient dans les trois principales régions représentées par ces deux races, en fonction de l'historique de reproduction et de la stratégie des haras qui les élèvent. En utilisant le modèle de variance d'erreur non structuré, les estimations de l'héritabilité varient de 0,17 à 0,33 pour la hauteur au garrot, de 0,07 à 0,27 pour le périmètre thoracique et de 0,14 à 0,30 pour la circonférence de l'os du canon.

## L'École espagnole d'équitation

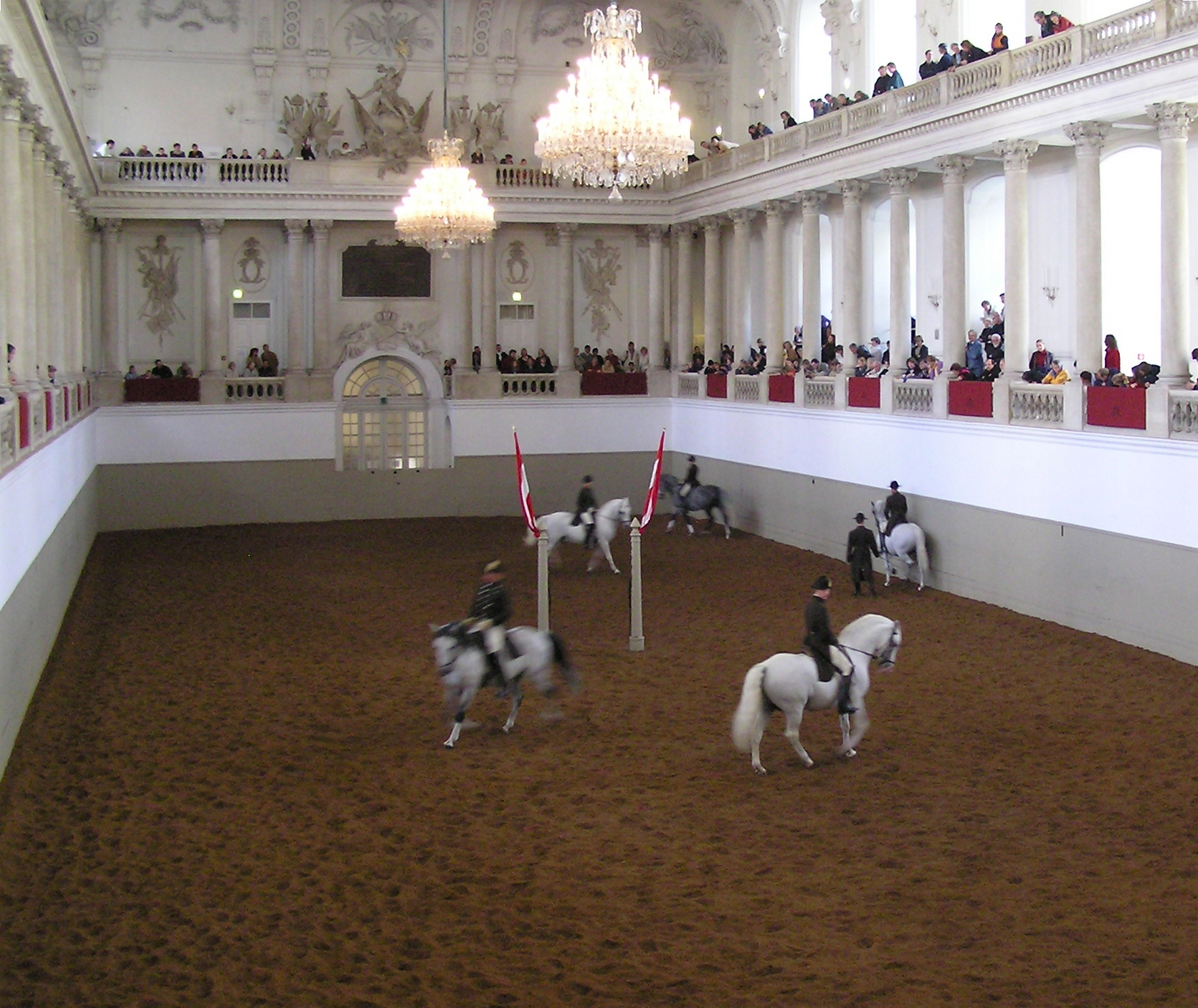
Manège de l'École espagnole de Vienne.

Le Lipizzan est indissociable de l'École espagnole d'équitation de Vienne, située dans la Hofburg,,,. Cette très célèbre école, peut-être la plus célèbre au monde en matière d'équitation élevée au rang d'art,, entraîne uniquement des étalons lipizzans pour réaliser ses spectacles,,, et doit son nom (créé en 1729) à l'origine espagnole de la race,. Depuis 1735,. Seuls les meilleurs sujets y sont sélectionnés. Les étalons arrivent à l'École à l'âge de quatre ans après une initiation au travail à la longe et sous la selle, et sont accueillis par les préparateurs dans la cour du château des écuries. Leur formation est particulièrement exigeante.
En 1972, l'École espagnole organise un grand spectacle avec ses chevaux pour fêter ses 400 ans d'existence. La dernière grande menace sur les Lipizzans sur l'École Espagnole de Vienne est un gigantesque incendie dans la nuit du jeudi 26 au vendredi 27 novembre 1992. Il a en effet ravagé des salles (entre autres la salle de la Redoute) situées à proximité de l'École d'équitation. L'ensemble des chevaux put cependant être évacué à temps.
Les Lipizzans de l'École espagnole mettent en valeur la pratique des airs relevés,,, attirant de nombreux touristes. Il s'agit de figures au cours desquelles le cheval quitte le sol, soit seulement au niveau de son avant-main (« levade » ou « pesade ») soit en totalité (« croupade », « cabriole »...). Leur apprentissage demande plusieurs années de travail,. Ces figures aériennes, apprises à la Hohe Schule, ont rendu les Lipizzans célèbres,. D'après la cavalière et dresseuse Janna Kysilko, au vu de la difficulté de ces airs, la plupart des chevaux ne peuvent en général apprendre qu'un seul mouvement aérien durant leur formation. Il existe des différences morphologiques entre les chevaux spécialisés dans la cabriole, la levade et la courbette.

## Utilisations

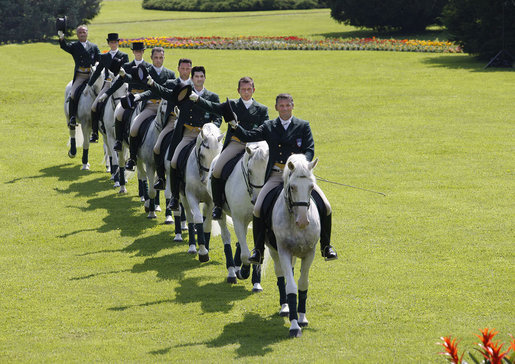
Groupe de Lipizzans montés en démonstration de dressage.

Le but principal de l'élevage du Lipizzan est, historiquement, l'Art, l'exhibition et la parade,,. Ainsi, de nombreux souverains européens ont considéré, jusque récemment, qu'apparaître en public sur le dos d'un Lipizzan constitue un privilège. Le Lipizzan est apparu dans des carrousels et des fastes impériaux, notamment sous le règne de Charles VI.
Élevé pour être un cheval de cérémonies, le Lipizzan est de nos jours essentiellement un cheval de dressage,, discipline à laquelle il est lié de par son association à l'École espagnole. Il est cependant polyvalent, car il sert aussi de cheval de selle et d'attelage,. Enfin, il est également utilisé pour la traction.
Les fluctuations des variables physiologiques de pouliches lipizzanes mises à l'exercice ont fait l'objet d'étude. Quelques croisements sporadiques du Lipizzan avec le Trait de Croatie et le Posavina se sont produits durant l'histoire de la race. Plus anecdotiquement, à l'Université de Ljubljana, des juments Lipizzan sont traites pour leur lait.

### Dressage

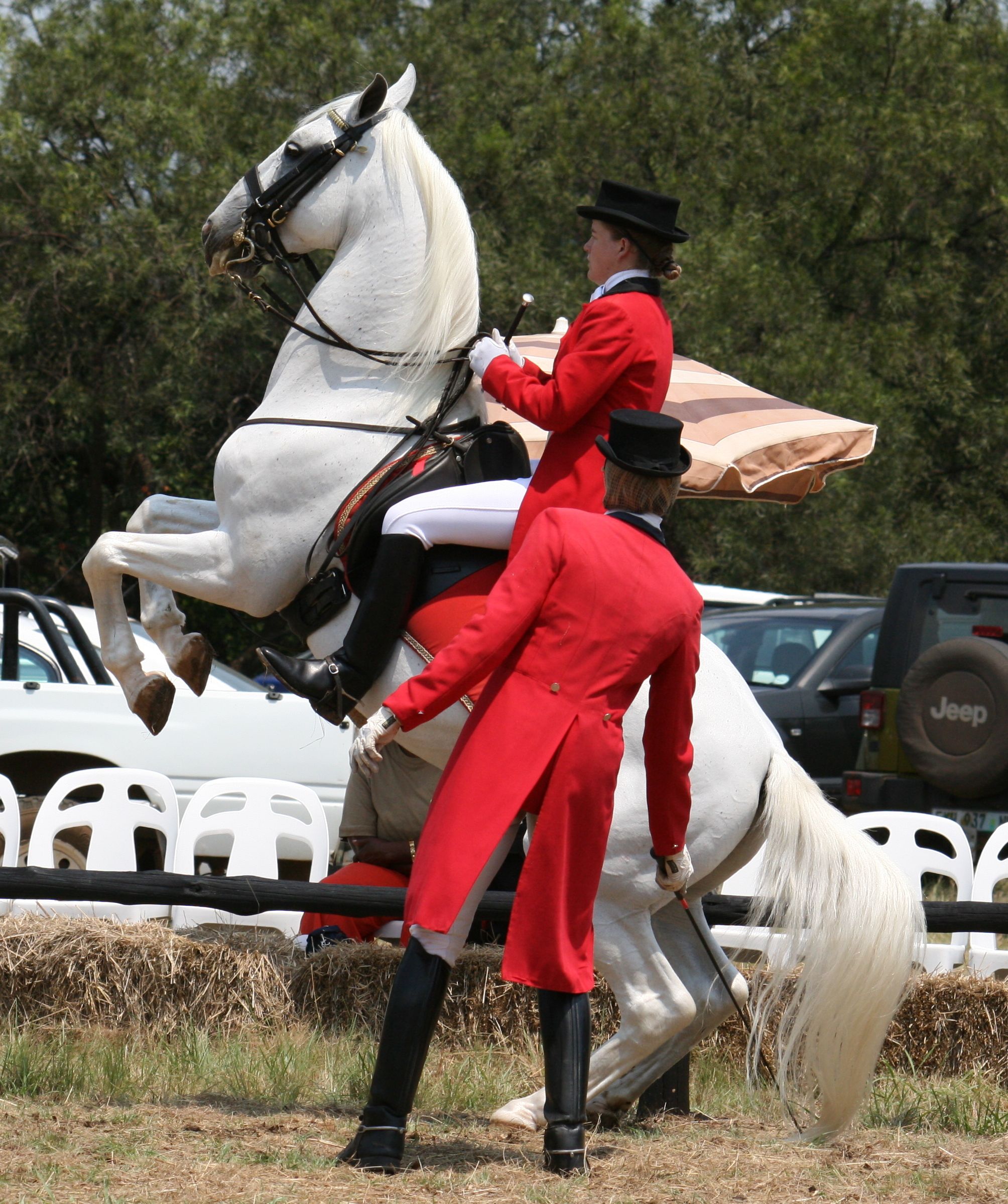
Pesade interprétée par Pluto Montenegra et sa cavalière, à l'école lipizzane d'Afrique du Sud.

Par son histoire et son élevage, le dressage est l'utilisation première du Lipizzan,. Mis en valeur par l'école espagnole de Vienne, il est particulièrement adapté pour tout le travail de Haute école,. Il peut commencer les premiers exercices à l'âge de trois ans, mais ce n'est qu'à partir de huit ans, maturité nécessaire à son développement physique, qu'il est capable de réaliser l'ensemble des airs. Le dressage d'un Lipizzan demande patience et douceur ; l'École espagnole recourt souvent à un vieil étalon habitué pour entraîner les jeunes.
Jusque dans les années 1960 et 1970, le Lipizzan est représenté au plus haut niveau des compétitions de dressage. L'étalon Pluto Theodorosta, monté par Aloïs Podhajsky, participe avec succès au concours olympique de Hambourg en 1950 et aux championnats de Stockholm. Conversano Caprice participe avec sa cavalière Joan Hall à de nombreuses épreuves internationales entre 1960 et 1968, de même que l'Américaine Jessica Mewbery avec Wallach Plutony. Le cheval Stephan, monté par la Suissesse Marianne Gossweiler aux jeux olympiques de Tokyo en 1964 et avec laquelle il décroche une médaille d'argent par équipe, est un demi-Lipizzan. En 1982, le Lipizzan Maestoso Monteaura atteint la neuvième place des championnats du monde de Lausanne avec le cavalier slovène Alojz Lah (courant alors sous le drapeau yougoslave) ; ce même couple arrive à la treizième place des championnats d'Europe de la discipline à Aix-la-Chapelle.
Malgré ses qualités et ses prédispositions, le Lipizzan est désormais peu représenté par comparaison aux chevaux allemands et hollandais sur les carrés de dressage de compétition, bien qu'il tende à revenir au plus haut niveau durant les années 2010. Sa taille plutôt réduite, sa rondeur et son manque d'envergure dans la locomotion le pénalisent dans le domaine des sports équestres. Le cavalier et éleveur Heinrich Lehrner estime que le Lipizzan est mal noté en concours de dressage en raison de la raideur de son dos, de sa corpulence, et de sa tendance à piétiner (manque d'étendue). Son encolure compacte et sa taille réduite lui sont également reprochés.
L'élevage français s'oriente progressivement vers la discipline du dressage, la tendance étant d'élever des chevaux adaptés à une utilisation plus moderne du Lipizzan.

### Attelage

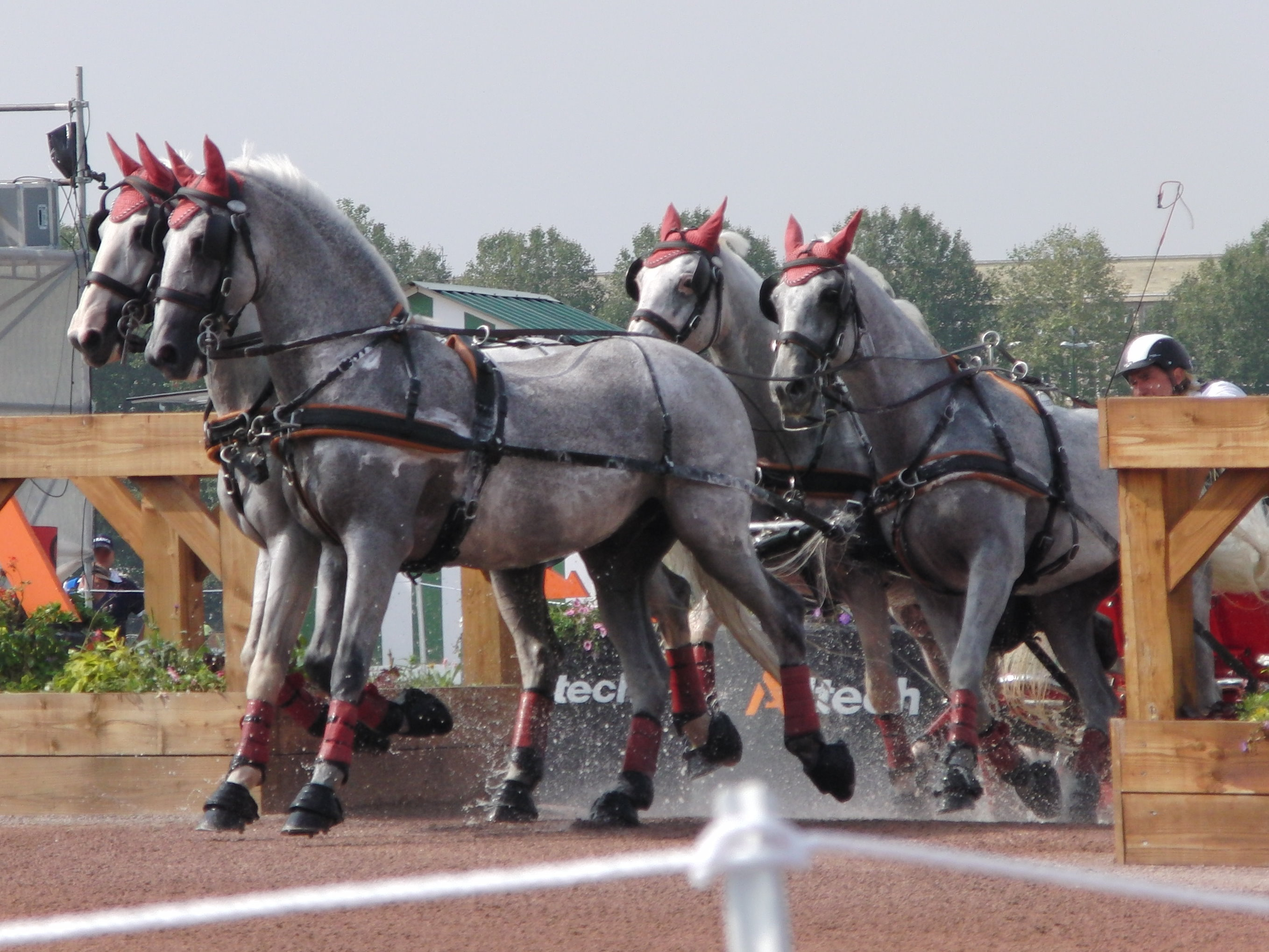
Le meneur hongrois Zoltán Lázár et ses lipizzans aux jeux équestres mondiaux de 2014.

Le Lipizzan montre également de très bonnes aptitudes en attelage,. Historiquement, il tractait les carrosses impériaux, notamment celui de François-Joseph. Ce sont tout particulièrement les lignées hongroises qui sont présentes de nos jours en attelage de compétition, car elles présentent davantage de taille et de calibre,. Une tradition d'attelage existe toujours dans de nombreux haras d'élevage. Les qualités de la race sont très appréciées en concours d'attelage, y compris dans les épreuves de maniabilité et les épreuves de vitesse.
Le meneur hongrois Gyorgy Bárdos est le premier à entrer dans la légende de cette discipline, notamment en décrochant une seconde place aux championnats du monde de 1975 avec son équipage de Lipizzans. Le meneur hongrois Zoltán Lázár, meneur à deux et quatre chevaux, utilise lui aussi le Lippizan et a été élu neuf fois champion du monde d'attelage. Il participe aux plus grandes échéances, par exemple à Aix-la-Chapelle en 2013. Son fils Vilmos Lázár est quant à lui élu douze fois champion du monde d'attelage à deux chevaux.
Le français Patrick Kieffer a remporté plusieurs titres avec ses deux chevaux lipizzans, notamment celui de champion de France, mais également une médaille de bronze en individuel et une médaille d’or par équipe en championnat du monde.

### Autres utilisations

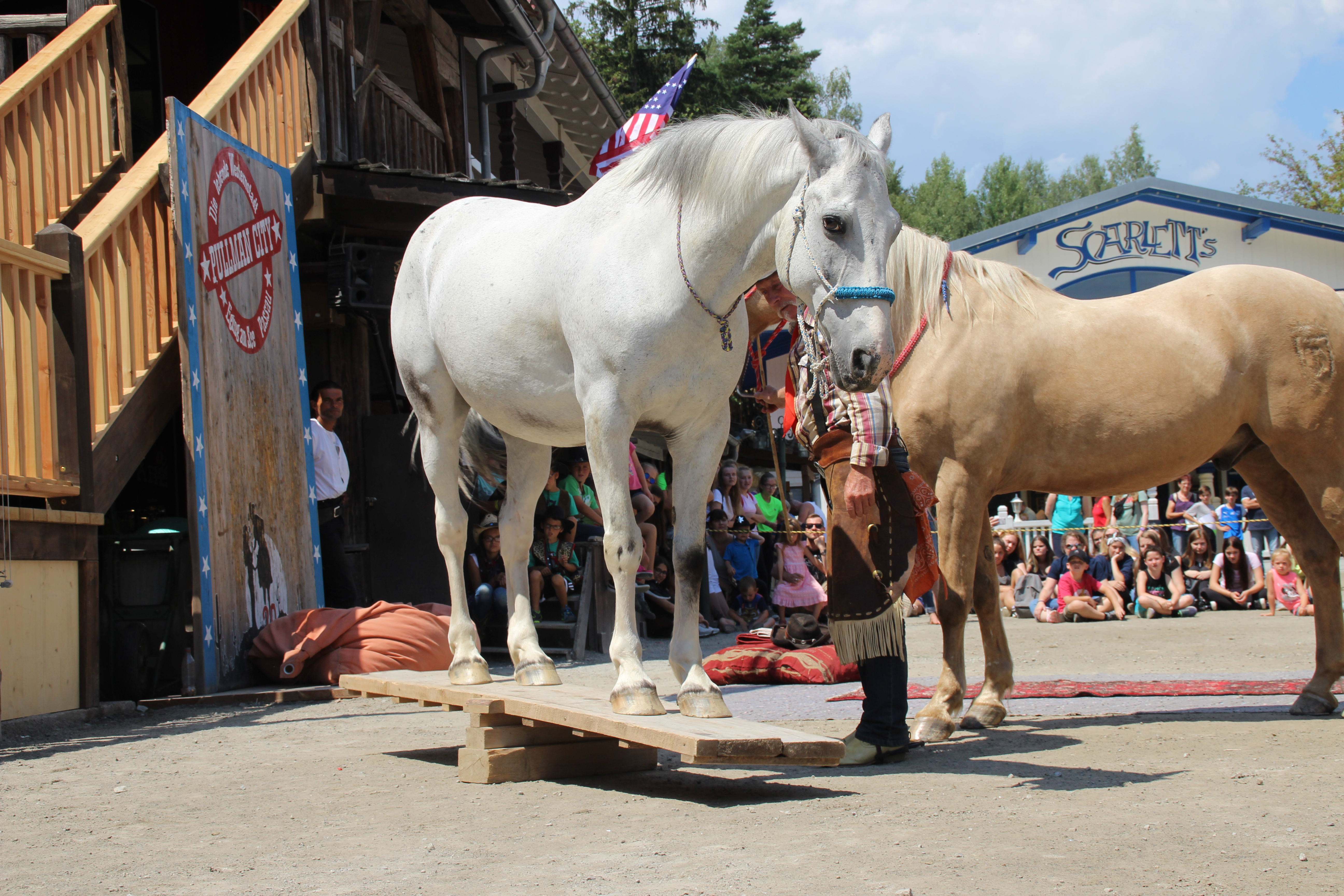
Lipizzan pendant un spectacle en liberté, en Allemagne.

De par sa spécialité d'origine, le Lipizzan est bien représenté en spectacle de cirque et d'équitation baroque,. Le cirque Knie, une famille d'artistes d'origine suisse, a ainsi fait appel au Lipizzan pour ses représentations durant la seconde moitié du XXe siècle, notamment à un cheval nommé Favory, ainsi qu'à un spectacle musical avec six Lipizzans sur la musique de Jesus Christ Superstar. Le cirque Althoff présente un spectacle comptant jusqu'à 33 chevaux, dont la plupart sont des Lipizzan. Durant sa jeunesse, le voltigeuse de cirque Thérèse Renz a présenté son Lipizzan Conversano en spectacle.
Il arrive d'en voir, bien que de façon beaucoup plus rare, en TREC, en endurance et dans des pratiques d'équitation de loisir. Enfin, dans certaines régions du berceau d'élevage, il est mis au travail agricole léger,.
Le Lipizzan n'est quasiment pas représenté en concours de saut d'obstacles, notamment à cause de son incapacité à se servir efficacement de son dos lors du passage des obstacles. Il existe cependant une exception avec Nasello, un demi-lipizzan italien né en 1922 du croisement avec une jument de race Maremmano, vainqueur de vingt trophées nationaux et d'une médaille olympique en 1936. En Amérique du Nord, il arrive de voir des Lipizzans en saut d'obstacles, à petit niveau.

## Diffusion de l'élevage

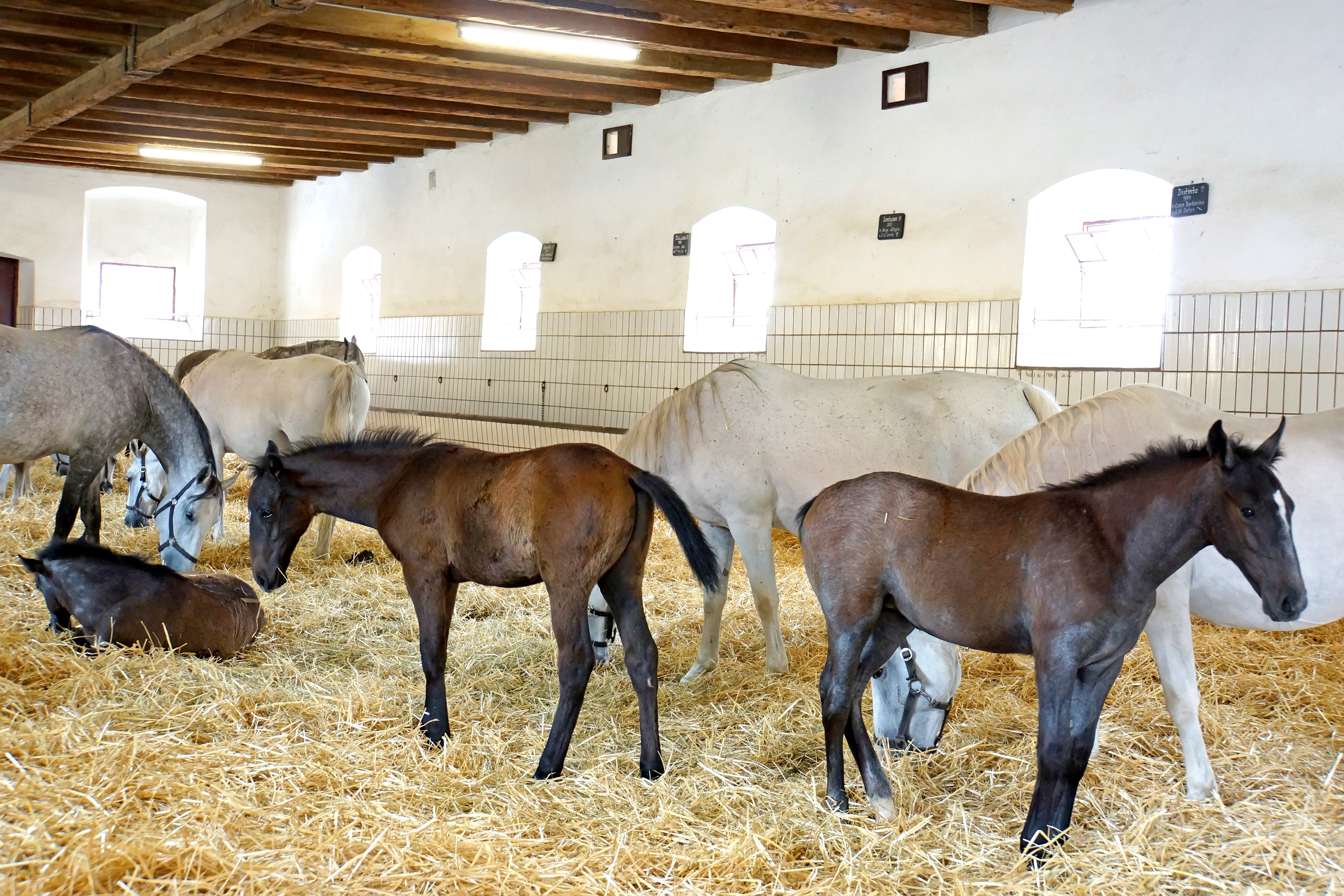
De jeunes Lipizzans au haras de Piber, montrant une robe encore très foncée.

Le Lipizzan est considéré comme une race transfrontière à diffusion internationale. En Europe en 2010, il est présent dans dix pays, ce qui en fait la cinquième race de chevaux la plus diffusée sur ce continent (après l'Arabe, le Pur-sang, le Haflinger et le Welsh). Outre les haras, de nombreux Lipizzans appartiennent à des particuliers, des associations ou à des écoles d'équitation. L'ouvrage Equine Science (4e édition de 2012) classe le Lipizzan parmi les races de chevaux de selle connues au niveau international ; Brengard indiquant qu'il est très « connu et reconnu ».
À la fin du XXe siècle et au début du XXIe siècle, bien que la race soit présente en Europe et en Amérique du Nord, l'élevage reste plutôt rare, avec environ 2 000 à 3 000 Lipizzans à travers le monde selon Zechner et collègues en 2001
, 3 000 à 3 500 Lipizzans selon d'autres sources datées de 2006,, et d'après,.
En 2012, un comptage plus détaillé de la Fédération Internationale du Lipizzan (LIF) donne un cheptel de 10 766 têtes dans le monde.

### En Europe centrale et dans les Balkans
Il existe plus d'une demi-douzaine de haras nationaux pratiquant l'élevage du Lipizzan en Europe. Parmi eux, sept ou huit haras d'Europe centrale, des Balkans et de l'Europe de l'Est structurent plus particulièrement cet élevage. Dans la plupart des cas, ces haras sont situés dans des régions qui faisaient autrefois partie de l'Autriche-Hongrie.
| Nom                               | Pays               | Particularités                                                                         | Sources  |
| --------------------------------- | ------------------ | -------------------------------------------------------------------------------------- | -------- |
| Haras de Piber                    | Autriche           | Le plus important en nombre. Il élève officiellement les étalons de l'École espagnole  | ,        |
| Haras de Lipica                   | Slovénie           | Le haras « historique »                                                                | ,        |
| Haras national de Bábolna         | Hongrie            | Élève de grands modèles aptes à l'attelage et aux travaux agricoles                    | ,        |
| Haras de Szilvásvárad             | Hongrie            | Élève de grands modèles aptes à l'attelage                                             | ,        |
| Haras de Făgăraș / Sâmbăta de Jos | Roumanie           | Héberge environ 45 Lipizzans de robe grise                                             | ,        |
| Haras national de Beclean         | Roumanie           | Spécialisé dans l'élevage de Lipizzans bais et noirs. 23 juments et 5 étalons en 2010. | ,        |
| Haras de Ðakovo / Džakovo         | Croatie            | Héberge environ 150 Lipizzans, principalement d'attelage                               | ,        |
| haras de Topoľčianky              | Slovaquie          |                                                                                        | ,        |
| haras de Karađorđevo              | Serbie             |                                                                                        | [ S 39 ] |
| Haras de Monterotondo             | Italie             |                                                                                        | ,        |
| Haras de Vučijak                  | Bosnie-Herzégovine | Élève de petits modèles                                                                | [ S 53 ] |

En Autriche, le Lipizzan est sous la responsabilité du Verband der Lipizzanerzüchtung in Österreich. Les effectifs autrichiens relevés sur DAD-IS en 2020 sont entre 109 et 150 sujets, essentiellement au haras de Piber, ce qui met localement la race en danger critique d'extinction.
Le Lipizzan fait partie intégrante de la tradition et de la vie des Slaves, lié à de nombreux événements culturels et folkloriques, jeux équestres, festivals folkloriques et concours hippiques.

#### Hongrie, Roumanie, Tchéquie et Slovaquie
En Hongrie, le Lipizzan est élevé dans le nord du pays, et compte 1 298 représentants nationaux en 2021. La race y est gérée par l'association nationale des éleveurs de Lipizzans. Les effectifs roumains étaient de 150 têtes en 2003. En Tchéquie, 350 à 370 Lipizzans sont répertoriés en 2021. Les effectifs slovaques sont estimés entre 600 et 900 têtes en 2021.

#### Croatie
La Croatie détient le plus grand cheptel de Lipizzans au monde, avec 2 166 têtes en 2014, ce qui fait du Lipizzan la troisième race du pays en nombre. Ce pays poursuit une stratégie de développement du tourisme grâce à la présence du Lipizzan, qui constitue une race très populaire,. La race est surtout présente en Slavonie.

#### Slovénie, Bosnie-Herzégovine et Serbie
Les effectifs slovènes sont de 1 253 têtes en 2021. Les effectifs de la Bosnie-Herzégovine ne sont pas connus. Ceux de la Serbie se situent entre les 1 000 et les 3 000 têtes en 2016, une enquête plus approfondie étant nécessaire.

### Sur le continent américain

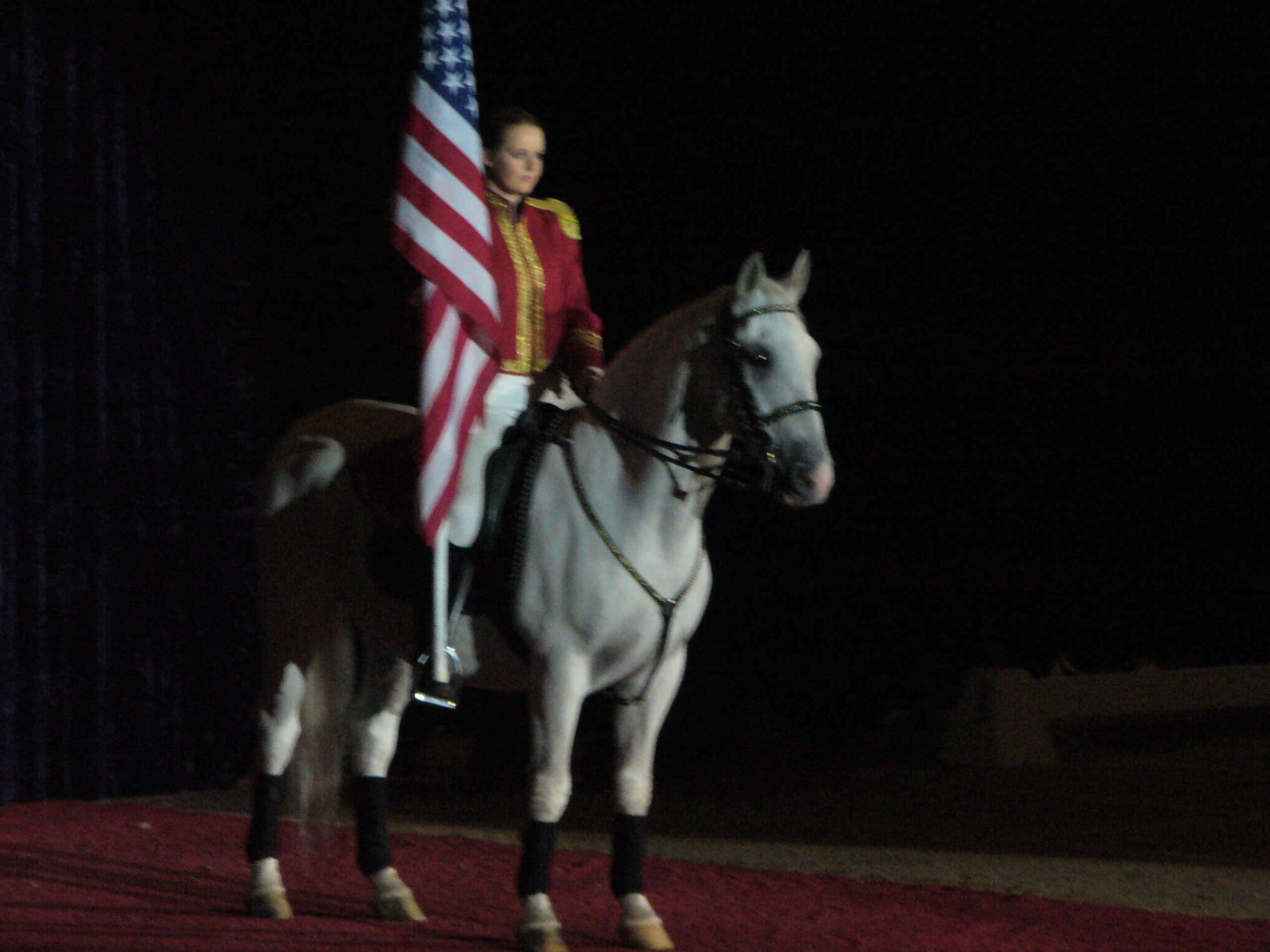
Lipizzan monté en spectacle en 2009.

Il existe aussi de nombreux haras de Lipizzans aux États-Unis, où la race est très appréciée,. Le registre américain du Lipizzan est fondé en 1980. Dans les années 1990, Hendricks estime qu'environ 450 sujets sont présents dans ce seul pays. En 2012, Dutson estime le nombre de Lipizzans américains à 1 200, pour 40 nouvelles naissances chaque année. Tous les registres du Lipizzan aux États-Unis sont réunis par la Lipizzan Federation of America (LFA), qui est membre de la LIF. L'élevage est surtout présent en Californie, en Oregon, dans l'État de Washington, dans le Michigan et dans l'Illinois. La United States Lipizzan Federation soutient et promeut la race aux États-Unis.
Le plus célèbre des élevages américains privés consacrés aux Lipizzans est celui de Tempel Farm, à Wadsworth, dans l'Illinois, dont les chevaux furent ramenés après l'intervention de l'armée américaine en 1945,. Les Lipizzans de Tempel Farm ont notamment défilé lors de l'investiture de Barack Obama en 2009.

### Autres pays
Le premier élevage de Lipizzans de France est créé en 1960 par M. Roger Bellon, et l'association française de la race en 1965. Le Conservatoire Français du Cheval Lipizzan, créé en 1982 en Provence, compte environ 80 Lipizzans originaires du haras de Piber. 877 Lipizzans sont recensés en France en 2018.
La Fédération danoise, créée en 1972, a surtout importé des chevaux hongrois, et plus rarement yougoslave et tchécoslovaques. La Fédération suédoise (Svenska Lipizzaner Forening) a importé ses chevaux depuis la Hongrie, puis s'est fournie à Piber, Lipizza et Sâmbăta de Jos (Făgăraș). La Fédération allemande, créée en 1977, est l'une des plus importantes d'Europe occidentale, enregistrant une cinquantaine de juments à la fin des années 1980. Il existe une petite société d'élevage aux Pays-Bas, la Werkgroep Lipizzaner Nederland, ainsi qu'une en Belgique. Au Royaume-Uni, c'est la Lipizzaner Society of Great Britain qui représente les éleveurs de Lipizzans.
En Afrique du Sud, où la race est aussi élevée, quelques Lipizzans sont présents au moins depuis 1964. L'analyse des registres généalogiques montre que la population sud-africaine de Lipizzans est basée sur des lignées maternelles croates, celles des juments Czirka et Ercel.
Enfin, l'Australie élève aussi le Lipizzan, mais son cheptel n'est pas connu.

## Dans la culture
Le Lipizzan est l'une des races de chevaux les plus connues dans le monde. Il constitue un héritage naturel et culturel européen, notamment en Autriche, Slovénie, Croatie, Hongrie et Roumanie. Il jouit d'une estime considérable dans tous les pays qui en pratiquent l'élevage. Une grande partie de cette estime provient des tournées de spectacle de l'École espagnole de Vienne.

### Un cheval «modelé» pour la royauté
Kaučič remarque que le Lipizzan est perçu comme un monument culturel national (tout particulièrement en ce qui concerne les étalons dressés), et non comme une race animale qui, par la domestication et la sélection génétique, a été mise au service des humains. Sa grâce, sa beauté et sa noblesse sont constamment célébrées, mais il n'existe aucune réflexion quant à ses intérêts propres, en tant qu'être vivant. Sa valeur intrinsèque en tant que créature vivante reste ainsi non-reconnue : ce cheval est forcé de prendre part aux activités humaines, que ce soit celles de l'École espagnole ou d'autres. L'anthropologue et professeure d'ethnologie Regina Bendix explique la politique d'hérédité des Habsbourg en résumant la valeur symbolique et culturelle accordée au Lipizzan comme suit :

« Les lippizzans sont des chevaux de race blanche, et ils ont été initialement élevés pour porter des humains de race noble. Des chevaux au patrimoine génétique soigneusement contrôlé pour des personnes au patrimoine génétique soigneusement contrôlé »

— Regina Bendix, Heredity, Hybridity and Heritage from one Fin de Siècle to the Next,.
Thomas Druml souligne qu'à l'époque baroque, les chevaux sont transformés en « masse malléable, entièrement soumise à la volonté de l'homme », et que le centre de cette « violence » n'est pas du fait de l'être humain en général, mais du fait des dynasties de régents : le cheval leur est « soumis symboliquement en tant qu'individu isolé, et devient sous leur main "omniprésente" l'image de leur corps, de leur apparence et de leur caractère », à la façon d'une œuvre d'art, d'où l'expression de « chevaux d'apparat des Habsbourg » (allemand : Prunkrösser der
Habsbug), utilisée dans la littérature consacrée au Lipizzan
.
Il existe désormais une exploitation commerciale du Lipizzan, à des fins touristiques et publicitaires. Cette exploitation suscite des critiques, par exemple celle d'une publicité qui s'appuie sur l'image de liberté associée au cheval pour vendre des assurances, ainsi que des critiques à l'égard de l'entraînement traditionnel des chevaux d'attelage, car « l'attrait des courses et la gloire des éleveurs les mieux classés sont liés à la souffrance des chevaux ». Kaučič pose la question de savoir s'il sera toujours éthiquement acceptable à l'avenir de posséder des Lipizzans pour les spectacles et le divertissement.

### Revendications comme symbole national, puis supranational
La propriété sur le Lipizzan a été revendiquée par Adolf Hitler qui l'a désigné comme un cheval allemand, puis par Benito Mussolini qui l'a désigné comme un cheval italien, par Josip Broz Tito qui l'a qualifié de cheval yougoslave, et plus récemment par la Slovénie. Il existe désormais une rivalité entre l'Autriche et la Slovénie, pour ce qui est de revendiquer le Lipizzan en symbole national. Les chevaux Lipizzans du haras de Lipica en Slovénie ont été déclaré monument culturel d'importance exceptionnelle en 1996.
Ce cheval est représenté sur la face des pièces slovènes de 20 centimes d'Euro ; l'un des objectifs de cette représentation serait d'affaiblir le lien historiquement fait entre l'Autriche et le Lipizzan, afin de le présenter comme une race de chevaux nationale slovène. Le journaliste néerlandais Westerman décrit dans son ouvrage la réaction outrée des touristes autrichiens lorsqu'ils découvrent cette représentation du Lipizzan sur les pièces de monnaie slovènes,.

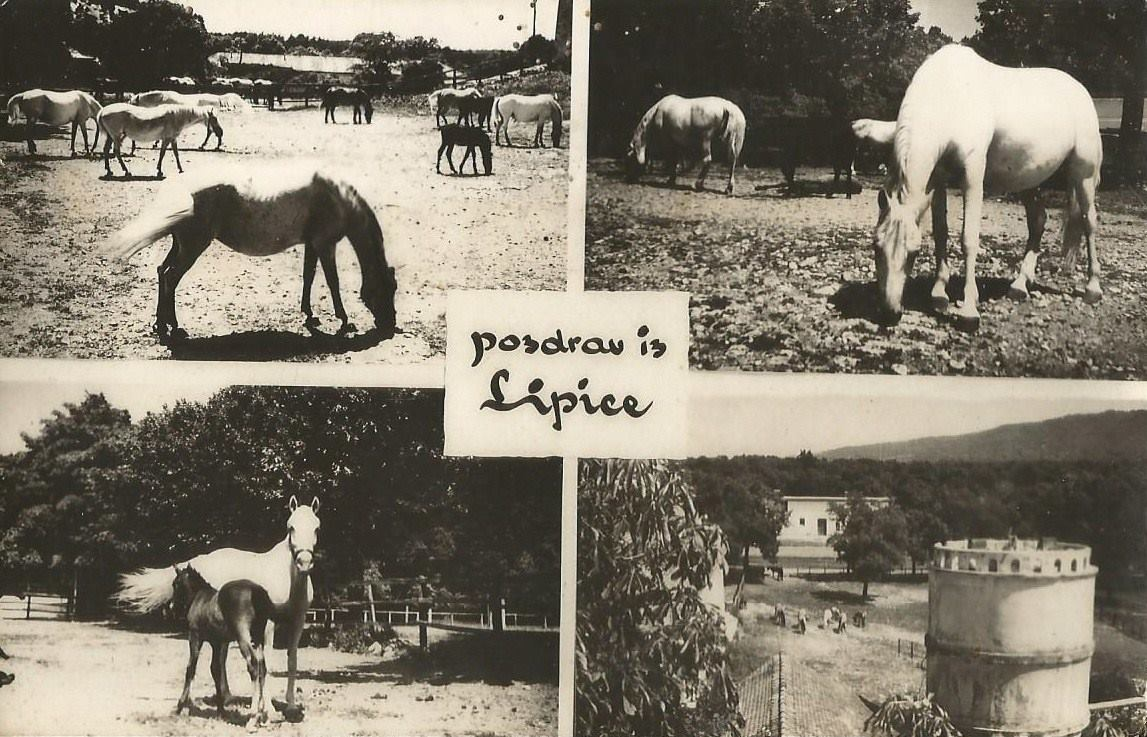
Carte postale de Lipica en 1965.
Deux lipizzans sur une pièce slovène de 20 centimes d'euro émise en 2007.
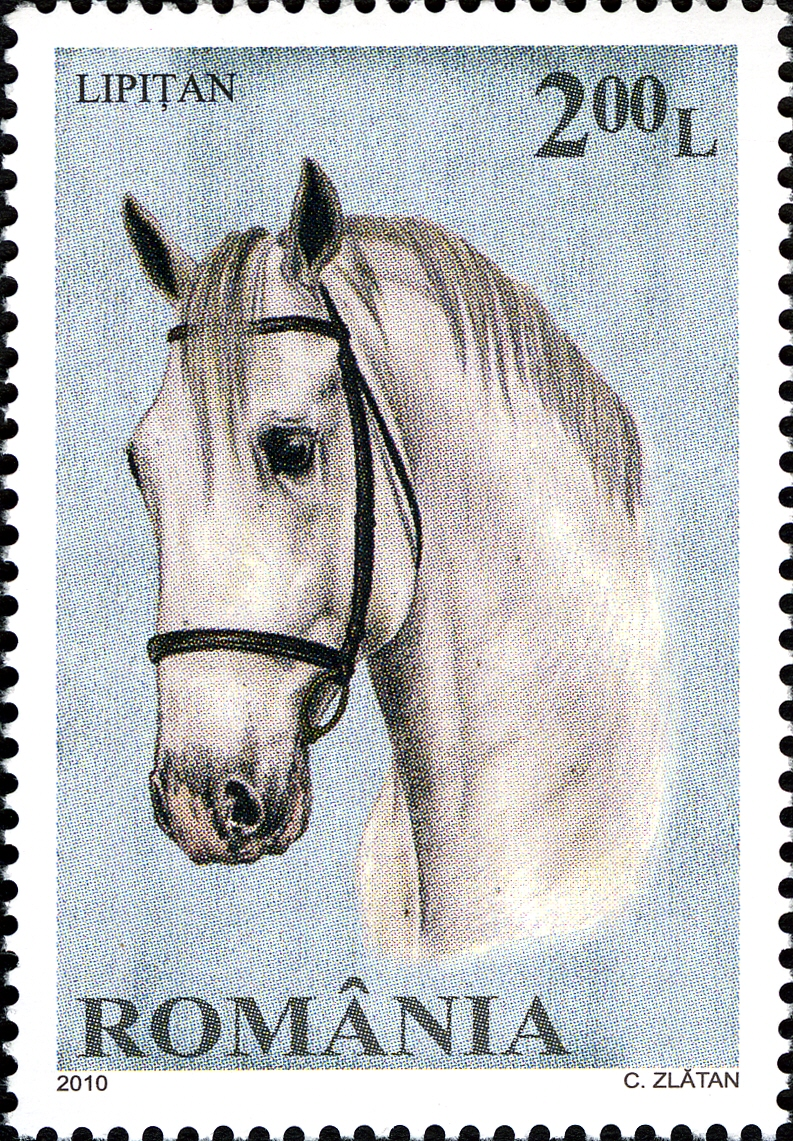
Lipizzan sur un timbre roumain de 2010.

À partir de 2015, des efforts sont menés auprès de l'UNESCO pour reconnaître les traditions liées au Lipizzan au niveau supranational ; ces « traditions d’élevage des chevaux de race lipizzan » sont désormais reconnues comme un patrimoine culturel immatériel présent en Autriche, Bosnie-Herzégovine, Croatie, Hongrie, Italie, Roumanie, Slovaquie et Slovénie.
En Bosnie-Herzégovine, le Lipizzan est présent lors de diverses fêtes folkloriques, et apparaît dans la musique populaire. Dans les traditions populaires slovènes, les Lipizzans sont nommés šimelni (chevaux blanc). En Croatie, les Lipizzans participent à des cérémonies religieuses au cours desquelles ils sont bénis, et à des carnavals en costume traditionnel. Pour l'ethnologue roumaine Ioana Baskerville, les traditions roumaines autour du Lipizzan s'apparentent à celles qui sont relatives aux chevaux mythologiques. La célébration coutumière des « jeunes de Brașov » a lieu chaque mercredi après Pâques ; les membres d'une organisation rituelle locale de jeunes montent alors des Lipizzans richement ornés de symboles folkloriques, ce qui attire un public nombreux.

### Au cinéma
Le film de 1940 intitulé Florian, le cheval de l'Empereur fait appel à deux étalons lipizzans. Il est basé sur un roman écrit par Felix Salten et publié en 1934. La femme du producteur, Maria Jeritza, une cantatrice d'origine austro-tchèque, est aussi la première personne à importer un Lipizzan aux États-Unis, en 1937,, un animal lui ayant été offert par le gouvernement autrichien.
Le sauvetage des étalons lipizzans à la fin de la Seconde Guerre mondiale est mis en avant en 1963 dans le film des studios Disney intitulé Le Grand Retour (V.O. : Miracle of the White Stallions). C'est le film à propos du Lipizzan le plus connu dans le monde, et celui qui a le mieux contribué à faire connaître cette race ainsi que l'École espagnole, tout particulièrement aux États-Unis.
Le film américain Buffalo Bill et les Indiens (Buffalo Bill and the Indians), film de Robert Altman sorti en 1976, met en scène Paul Newman, Geraldine Chaplin, Burt Lancaster, Shelley Duvall, avec le lipizzan Pluto Calcedona dans le rôle de Brigham, le propre cheval de Buffalo Bill.
Dans le film irlandais Le Cheval venu de la mer (Into the West, 1992), le cheval blanc Tír na nÓg est incarné par trois chevaux différents, dont un Lipizzan, Napolitano, pour les scènes de galopades libres et pour des mouvements tels que le cabrer. Dans une des scènes finales du film américain USS Alabama sorti en 1995, une discussion entre deux protagonistes, le commandant et son second, tourne autour des lipizzans. La question est de savoir si le cheval est blanc ou noir, et s'il vient d'Espagne ou du Portugal. Ce dialogue a pour but d'illustrer les conflits raciaux, mais aussi la division du monde lors de la Guerre froide.
Le Lipizzan Neapolitano XXIX-18 (1997-2018) est devenu célèbre grâce pour avoir tenu le rôle-titre dans le film néerlandais pour adolescentes Shadow et moi (2011).

### À la télévision
En 1965, la série télévisée pour enfants intitulée Ferien in Lipizza (« Vacances à Lipizza ») en allemand, coproduite par la chaîne yougoslave RTS et la chaîne allemande BR-TV, raconte les aventures d'une adolescente, Julka, qui visite une ferme où sont élevés des lipizzans.
Dans l'épisode 11 de la première saison du dessin animé Les Castors allumés (The Angry Beavers ; épisode intitulé Fancy Prance), Norbert rêve d'être un Lipizzan de l'École espagnole d'équitation. Dans le dessin animé MASK de Jean Chalopin (1985), dans l'épisode 36 Les chevaux de l'émir, Venom tente de voler des lipizzans et de les revendre.

### En littérature

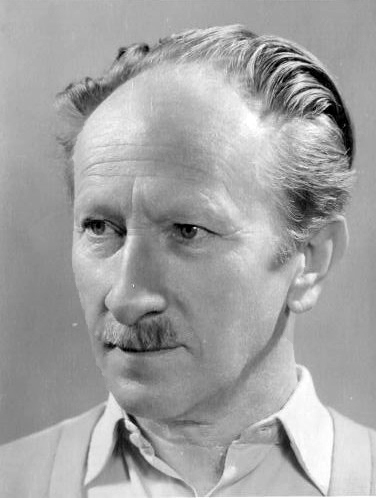
Le poète slovène Edvard Kocbek, auteur de Lipicanci en 1969.

De nombreux poètes rendent hommage au Lipizzan. Le poète autrichien Peter Hammerschlag lui dédie « l'un de ses plus jolis poèmes ».
Le Lipizzan est le sujet principal du poème de l'écrivain slovène Edvard Kocbek intitulé Lipicanci (1969). D'après Kaučič, ce poème s'inscrit dans le contexte d'une description symbolique du cheval en tant que symbole national, et ne contient pas de discours critique. Dans son introduction à ce poème, Boris A. Novak le décrit comme l'une des œuvres les plus typiques de Kocbek, ainsi qu'une « ode exaltée » qui s'approfondit pour « atteindre des dimensions mythologiques » et « faire du Lipizzan un animal sacré ».

« Observez-les en action, sortis du cadre doré et somptueux d'une peinture baroque, pareils à des statues soudain animées »

— Hans-Heinrich Isenbart, Le Cheval Impérial
Le poète et dramaturge Boris A. Novak compose une pièce de théâtre satyrique intitulée Lipicanci gredo v Strasbourg (« Les lipizzans vont à Strasbourg ») en 2008. Dans cette pièce, les Lipizzans se rendent à la Cour européenne des droits de l'homme et y demandent justice parce que leur habitat se réduit, qu'ils souffrent du tourisme commercial, sont maltraités et deviennent un simple moyen de générer du profit. Dans cette pièce, les chevaux sont pris au sérieux par le tribunal, et portent plainte contre la Slovénie ainsi que tous les autres pays auxquels Lipica a appartenu depuis 1580. D'après l'analyse de Kaučič, Novak « inscrit dans sa pièce une critique sévère de la politique slovène à l'égard des Lipizzans », notamment la commercialisation complète du site de Lipica et l'exploitation des chevaux pour le tourisme et le profit. Elle en conclut que « les chevaux en tant que créatures vivantes n'existent pas dans le monde capitaliste néolibéral ». Kaučič rapproche cette pièce de l'écocritique, en ce qu'elle porte la voix des Lipizzans eux-mêmes, en tant qu'entités libres et dignes d'un traitement décent. Miklavž Komelj publie en 2006 la série de poèmes Hippidrom, qui, sans citer explicitement le Lipizzan, porte elle aussi un message antispéciste et écocritique.
Dans le roman L'Étoile de Kazan de l'autrice britannique Eva Ibbotson, les chevaux lipizzans et l'École espagnole jouent un rôle important dans l'intrigue.
Le Lipizzan est au cœur de l'intrigue du roman de Mary Stewart intitulé L'Étalon blanc (version originale : Airs Above the Ground), paru en 1965 dans sa version originale et traduit en français aux éditions Plon l'année suivante,. Le roman Ghost Riders de Mark Felton (paru en 2018) raconte de façon romancée le sauvetage des Lippizzans pendant la Seconde Guerre mondiale.